# Jiří Seifert
Jiří Seifert (5. září 1932, Praha – 25. července 1999, Řevnice) byl český sochař, medailér a restaurátor.

## Život
Jiří Seifert byl synem středoškolského profesora a učitelky. Rodina se po jeho narození přestěhovala z Prahy do Turnova, kde otec získal místo na gymnáziu jako učitel zeměpisu a tělocviku. Za války byl otec totálně nasazen, po komunistickém převratu v únoru 1948 ztratil místo a působil pak na střední škole v Jablonci nad Nisou. Jiří trávil válečná léta v Mělníku u prarodičů, kde se v Labi naučil výborně plavat a tomuto sportu se pak věnoval závodně. Roku 1949 se stal juniorským mistrem republiky v plavání. Kromě toho se věnoval lezení v pískovcových skalách v okolí Turnova a přímý fyzický kontakt s kamenem silně ovlivnil i jeho pozdější sochařskou tvorbu. Přátelil se se sochařem a horolezcem Valeriánem Karouškem, mladším synem turnovského obchodníka, v jehož domě Seifertovi bydleli.
Po absolvování reálného gymnasia (1945-47) v letech 1947-51 studoval šperkařství na střední uměleckoprůmyslové škole v Jablonci nad Nisou (prof. V. Vorlíček, V. Pokorný). Roku 1951 složil přijímací zkoušky na Vysokou školu uměleckoprůmyslovou v Praze, ale z politických důvodů byl odmítnut a další rok pracoval jako dělník na stavbě silnice. Na VŠUP, do ateliéru prof. Bedřicha Stefana, byl přijat až v následujícím roce (1952). Na doporučení svého profesora během prázdnin 1956 absolvoval praxi u kameníka a sochaře Otakara Velinského. Škole v době nejtužšího stalinismu zajišťoval poměrnou nezávislost rektor Adolf Hoffmeister a studenty uchránil před politickými tématy i vedoucí ateliéru Bedřich Stefan. Stefan patřil k předválečné avantgardě a měl nezpochybnitelnou autoritu. Byl otevřený vůči individuálním potřebám studentů, ale zároveň důsledně dbal na dokonalé zvládnutí řemesla. Svým žákům zadával modelování zvířat nebo antických prvků a umožnil jim spolupracovat s architekty a podílet se na menších zakázkách užitných předmětů. Kreslení aktu podle živého modelu vedl prof. Jan Bauch.
Během studií a následně pak během pobytu v Řevnicích se Jiří Seifert spřátelil s celou řadou výtvarníků, zejména z okruhu Wagnerova ateliéru a pozdější skupiny UB 12. K rodinným přátelům patřili kromě sochařů (Kmentová, Zoubek, Janoušek, Janoušková), zejména Adriena Šimotová, Jiří John a Václav Boštík, architekt Otto Rothmayer a teolog Zdeněk Bonaventura Bouše. Od společné výstavy roku 1966 opakovaně navštěvoval také Bohuslava Reynka.
Po ukončení studia (1958) nastoupil na roční praxi ve slévárně ZUKOV. Roku 1959 se oženil s historičkou umění Hanou Koreckou a odstěhoval se s ní do Liberce, kde Hana Seifertová nastoupila na místo ředitelky Oblastní galerie. Roku 1962 se jim narodila dcera Barbora. Jiří Seifert byl spolu se svou ženou aktivním organizátorem tamní kulturní scény a jedním ze zakládajících členů Skupiny 7 (1959), se kterou pak vystavoval až do roku 1969. Do okruhu jeho libereckých přátel patřili malíř Vladimír Komárek, fotograf a historik umění Čestmír Krátký a výtvarník a zakladatel Studia Ypsilon Jan Schmid, úzké kontakty měl i s architekty z ateliéru SIAL.
V roce 1962 podnikl cestu do Libanonu a navštívil tamní antické památky. Následující rok cestoval do Holandska, kde ho silně oslovilo sochařské dílo Hanse Arpa. Zúčastnil se libereckých výstav Socha 64, Socha v plenéru (1966), a Socha a město (1969), Bienále mladých v Paříži (1966) a výstavy českého sochařství v Musée Rodin v Paříži (1968). S týmem arch. Miroslava Masáka spolupracoval na návrhu relaxačních lázní Teplice-Šanov, který byl představen na Bienále mladých v Mexico City (1968) a získal cenu poroty.
V roce 1969 měl možnost pracovat na sympoziu evropských sochařů v St. Margarethen-Burgenlandu. Rakouský sochař Karl Prantl, který sympozia organizoval a byl uznávanou morální autoritou, se stal Seifertovým přítelem. Ovlivnil další tvorbu Jiřího Seiferta a jeho způsob práce s kamenem směrem k jednoduchosti a kompaktnosti tvaru, i k úvahám o duchovním poselství díla a prostoru, který si socha podmaňuje.
Po osobním angažmá proti srpnové okupaci a poté, co v následujícím roce na výstavě Socha a město (1969) v Liberci instaloval Kalvárii a Morový sloup a v St. Margarethen vytvořil monumentální Zvonici pro Jana Palacha, ztratil nadlouho možnost vystavovat. Zároveň při čistkách na vedoucích místech byla Hana Seifertová propuštěna ze zaměstnání v Oblastní galerii v Liberci a oba se roku 1970 přestěhovali do domu Seifertových prarodičů v Řevnicích.
V následujících letech Jiří Seifert restauroval pro Karlovu Univerzitu sbírku antických odlitků ve zrušeném klášteře v Hostinném, krátce působil jako asistent modelování na ČVUT (1972-73) a získal některé zakázky pro architekturu. Naposled cestoval do zahraničí roku 1972 do rumunského Târgu Jiu na setkání neformálního sdružení evropských sochařů ze St. Margarethen. V roce 1978 musel jako "osoba nepřátelská socialistickému zřízení" odevzdat cestovní pas.
V letech 1985-86 pracoval na kopii gotických reliéfů z tympanonu Týnského chrámu v Praze, které nahradily originál uložený v Lapidáriu Národního muzea.
Až roku 1987 dostal povolení k cestě do Švýcarska a na sochařské symposium v Trjavně v Bulharsku. Po roce 1989 se podílel na obnovení SVU Mánes a spolu s Olbramem Zoubkem na založení nového uměleckého sdružení Unie výtvarných umělců, kde byl zvolen místopředsedou. Cesta do Řecka a na Krétu, kterou roku 1991 podnikl se svou ženou, přinesla množství podnětů pro jeho další tvorbu. Zúčastnil se sochařských sympozií v Hořicích (1991), Německu a Itálii (1991-92). Výstava v Museu v Bochumi (1992) zařadila Jiřího Seiferta po letech izolace znovu do kontextu světového sochařství. V italském Fananu získal za své sochy z tamního vápence 1. cenu (1992). V devadesátých letech byl účastníkem řady sochařských sympozií, roku 1995 dokonce čtyř (Banská Štiavnica, Klenová, Milevsko a České Budějovice).
Od roku 1969 byl členem mezinárodního organizace medailérů FIDEM a byl pravidelně zván na výstavy tohoto sdružení. Po pádu komunistického režimu (od roku 1992) působil jako externí pedagog na AVU v Praze v ateliéru restaurování sochařských děl. V roce 1995 a poté znovu v roce 1997 byl zvolen předsedou SVU Mánes.
Jeho poslední autorská socha pochází ze sympozia v Klášteře-Hradišti roku 1997, kde už byl vážně nemocen. Koncem 90. let pro zhoršení zdravotního stavu nemohl pracovat se sochařským materiálem a na realizaci jeho větších projektů se podílel Jaroslav Řehna. Z této spolupráce vznikla kašna v Kounicově paláci v Praze (dokončeno 2003) a dvůr s vodními prvky v Českém centru v Paříži (1995-1997).
Jiří Seifert zemřel 25. července 1999 v Řevnicích, ve věku 67 let.

## Dílo
Seifertovo sochařské dílo má svůj předobraz v přírodě a čerpá inspiraci i z antických kořenů lidské civilizace. Jeho vztah k materiálu byl vášnivý a tělesný kontakt s kamenem a dřevem je v něm někdy zaznamenán jako reliéfní otisky prstů nebo chodidel (Postel, 1973, Stopy, 1984). Příklon k velmi osobním námětům na počátku 70. let lze chápat jako jistý druh obranné reakce v kontextu prudkého úpadku společnosti po sovětské okupaci a během normalizace. Komorní díla z této doby zlidšťují a zabydlují prostor domova, dodávají mu znak Seifertovy osobnosti a zároveň zbavují člověka strachu a úzkosti (Regál se záclonou a lebkou, 1976, Stůl s čepicí a balíkem, 1979). Zákaz vystavovat znamenal i ztrátu potřebného korektivu odborné kritiky a sám sochař později připustil, že se dopustil některých omylů.
Restaurátorská práce ve sbírce antických odlitků Ústavu pro klasickou archeologii v Hostinném se v jeho dílech projevila potřebou obohatit vlastní sochy o taktilnost, smyslnost povrchu a subtilnější modelaci. Definitivní přechod z pískovce k jemnějšímu a tvrdšímu mramoru umožnil změnu formálního rejstříku a prohloubil ideovou vazbu na klasické sochařství. Projevuje se např. v mnoha variantách drapérií, nebo v kanelování, které přetrvalo jako stylizovaný pozůstatek zobrazení pohybu ale v Seifertově pojetí se stalo prvkem obsahovým a etickým.

### 1958-1970
Diplomovou prací Jiřího Seiferta byla mosazná šperkovnice s broušeným achátem. V té době se věnoval především grafice a kresbě a na první výstavě Skupiny 7 představil i olejomalby a šperky. Seifertovy figurální sochy v polychromované sádře a ve dřevě z konce 50. let se nezachovaly. Ve stejné době vytvořil několik komorních soch ptáků z rohoviny ale brzy začal pracovat se dřevem, pískovcem a břidlicí. S břidlicí se seznámil hned po ukončení střední školy jako dělník na stavbě silnice a po celý život z ní pak tvořil šperky, plakety a medaile. Jeho sochy v pískovci jsou zprvu měkce modelované figury (Ležící, před rokem 1963), jejichž obecně metaforický základ souvisí s hledáním organického a přirozeného tvaru v kameni a představuje i Seifertovo vymezení vůči realismu 50. let. Abstraktní organický tvar mají i sochy se symbolickým obsahem jako Pomník pomníků (1965), odkazující na osud pomníků odstraněných komunistickým režimem.
Na autorských výstavách v Praze v letech 1966 a 1971 představil Jiří Seifert především kresby. Některé kamenné sochy vystavil na plenérové akci Socha 64 v Liberci (Vlna, Metamorfóza, Brána) a na Sochařské bilanci II v Olomouci (Mezník, 1967). Zúčastnil se výstavy severočeských umělců v Mánesu s názvem Země vyvzdorovaná (1967), na kterou ostře reagovala oficiální kritika. Podílel se i na nejrozsáhlejší výstavě Socha a město (červenec-srpen 1969), kterou se ještě podařilo v Liberci uskutečnit díky angažmá řady významných osobností, mezinárodní porotě i přetrvávající chaotické situaci ve státních institucích rok po okupaci.
V letech 1968-1969 Seifert vytvořil závažná díla Morový sloup (cena trienále v Chebu, 1968, Liberec 1969) a monumentální Zvonici pro Jana Palacha na sochařském sympoziu v St. Margarethen.

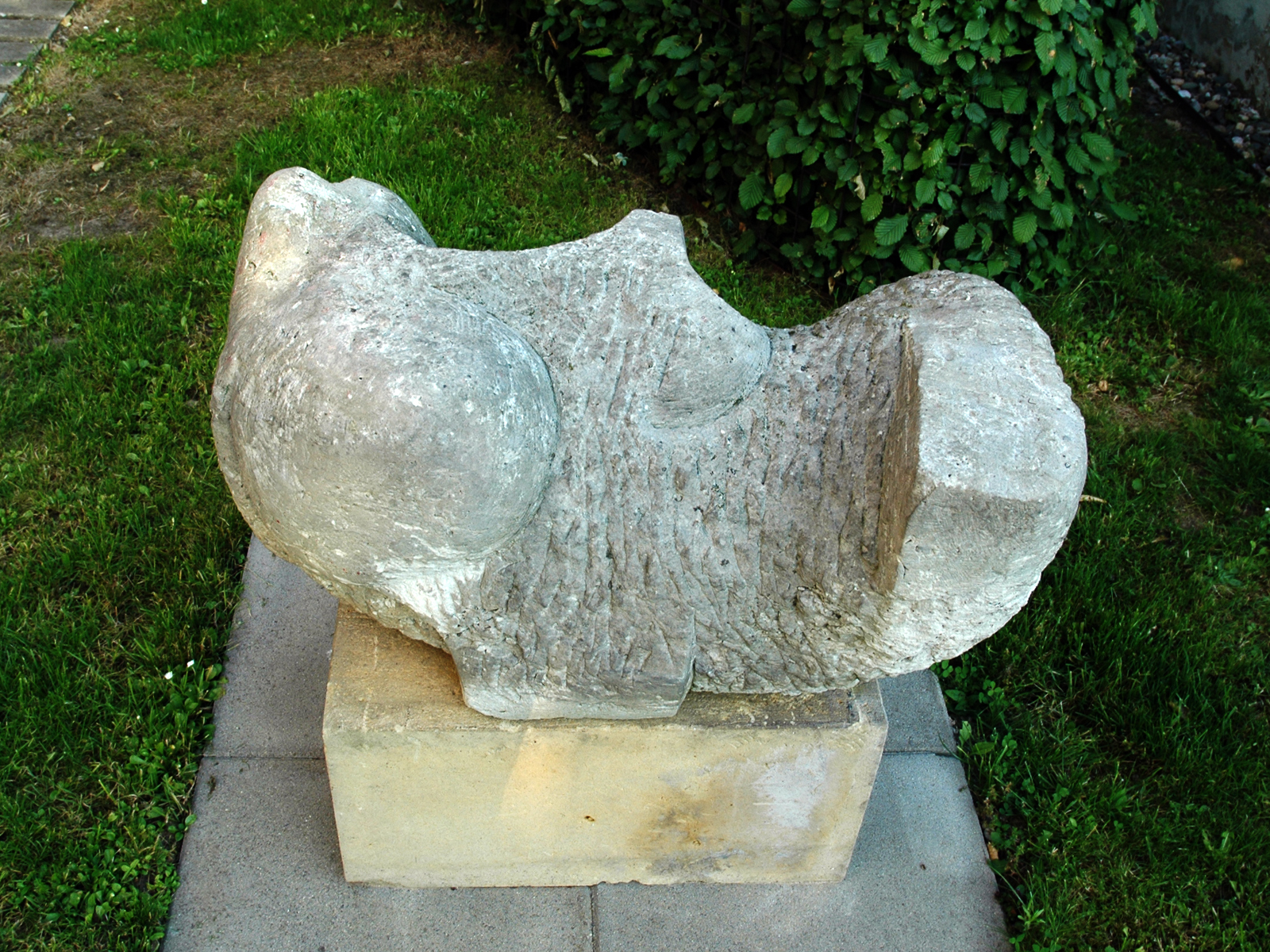
Ležící (Situace), pískovec, (1963)
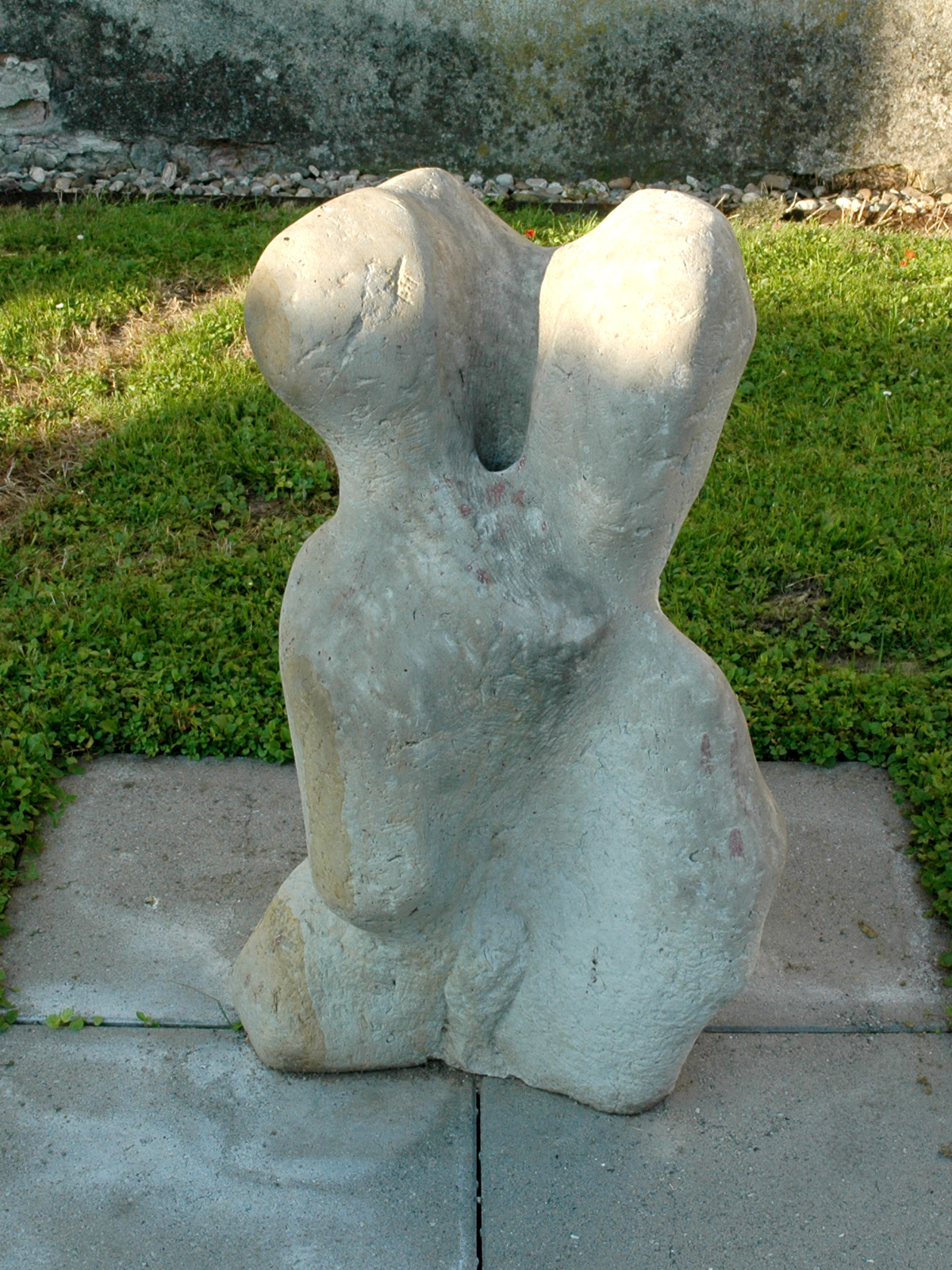
Proměna, opuka, (1964)
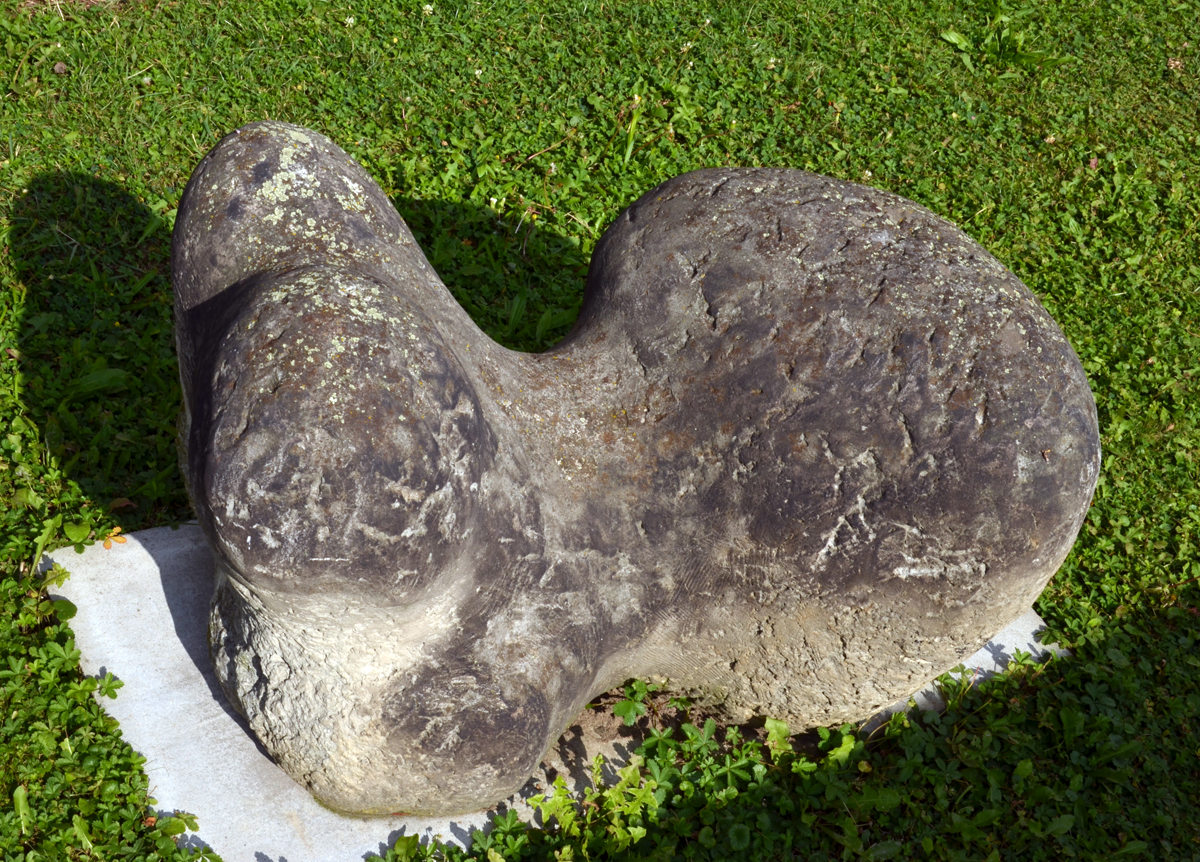
Ležící torzo, pískovec, (1965-1966)
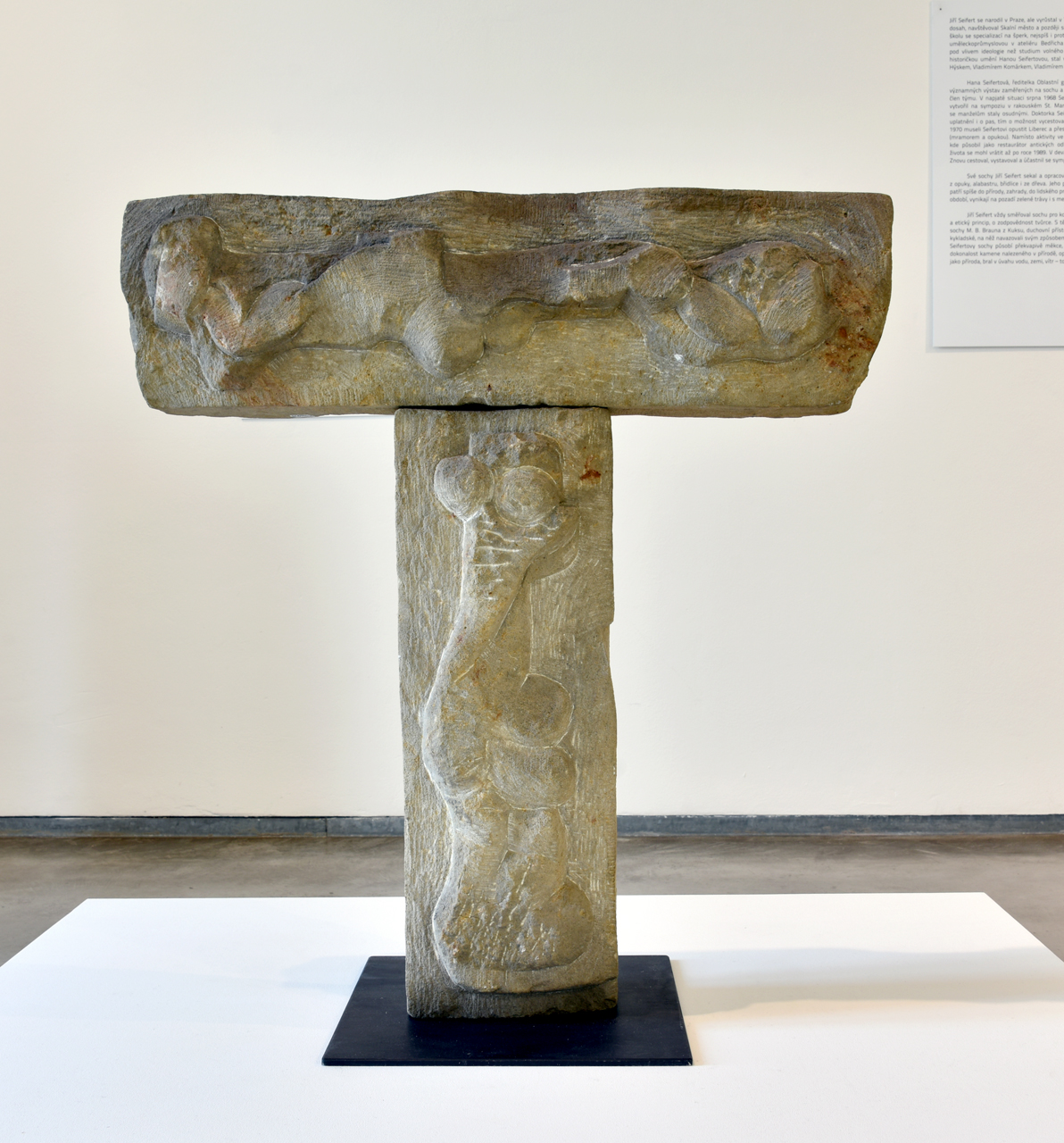
Zastavení- Kříž, pískovec, (1966), Muzeum umění Olomouc
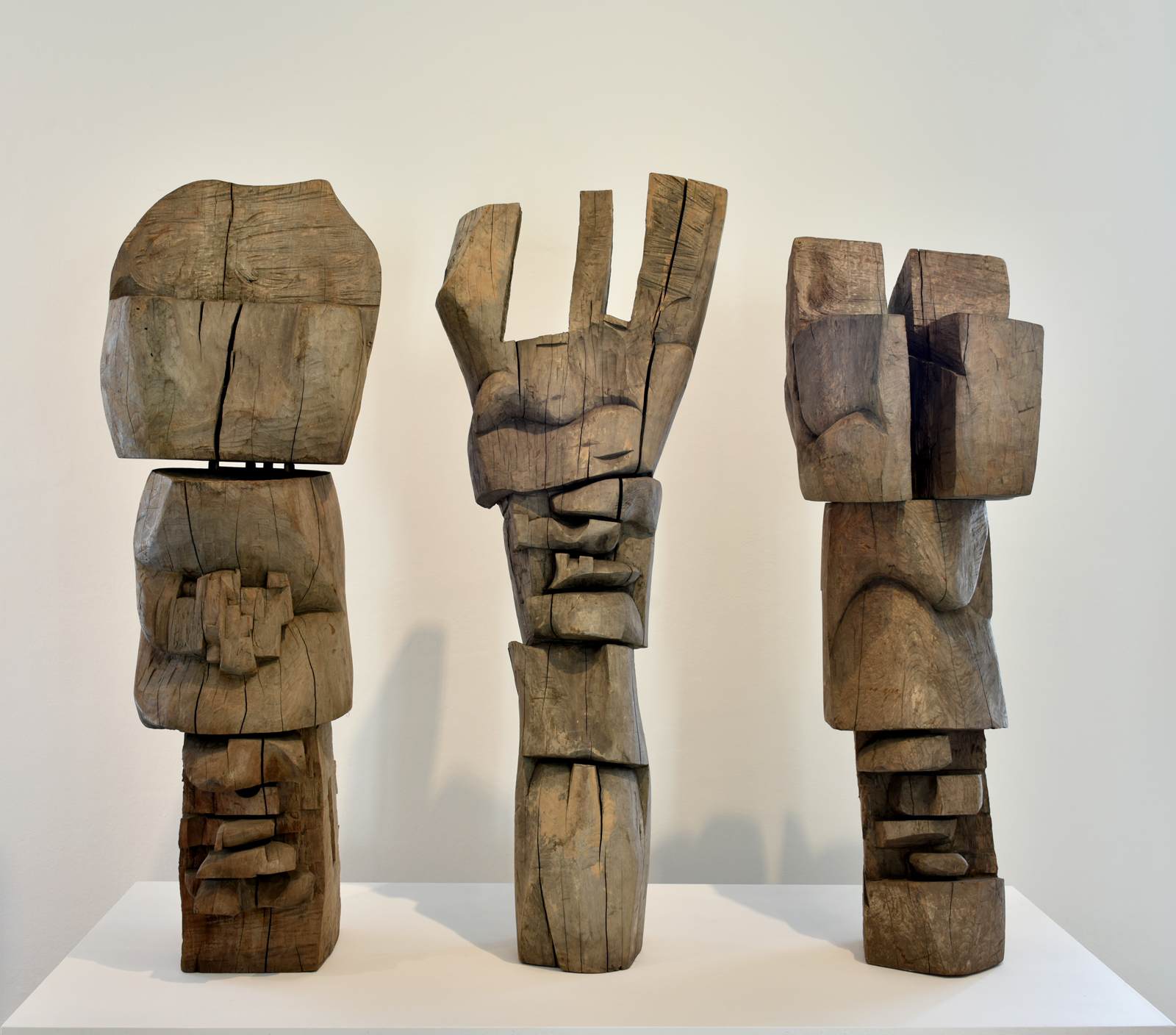
Kalvárie, dřevo, (1968)

### 1970-1999
Seifertova nucená izolace na počátku normalizace se projevila i v tématech jeho tvorby a odklonu od monumentálních symbolů k vytváření soukromého prostoru v němž postupně instaloval sochařská ztvárnění důvěrně známých předmětů. Na počátku 70. let pracoval nejvíce se dřevem (série Nábytek: Stolek s balíčkem, Tajemná skříňka, Postel) a opukou (Lampa, 1971). V souvislosti s restaurováním antických soch se Seifert začal více zajímat o jejich mytologický význam i historii antiky. Inspirace antikou se v jeho díle projevila přechodem k práci v mramoru, přejímáním některých prvků modelace i mírou idealizace, která posunuje předmět do podoby symbolu.
V té době převádí do kamene podobu věcí, jejichž materiálová podstata je měkká a tvarově nestálá (Polštář, 1976) a využívá tak jemné modelace povrchu, kterou umožňuje právě mramor (Velikonoce, dřevo, 1982, mramor). Vytváří iluzi splývající tkaniny (Ubrus, 1980), otisků bosých nohou (Stopy, 1980) nebo pohybu fixovaného v kameni (Pohyb, 1989, Pokus o pohyb, 1990, Zavlnění, 1993). Jeho figurální plastiky jsou zcela abstraktní (Malá múza, 1975) nebo štíhlé odlehčené tvary (Kanelka, 1989) a volně souvisejí s abstrahující sochařskou tvorbou Bedřicha Stefana z 20. let (Torzo).

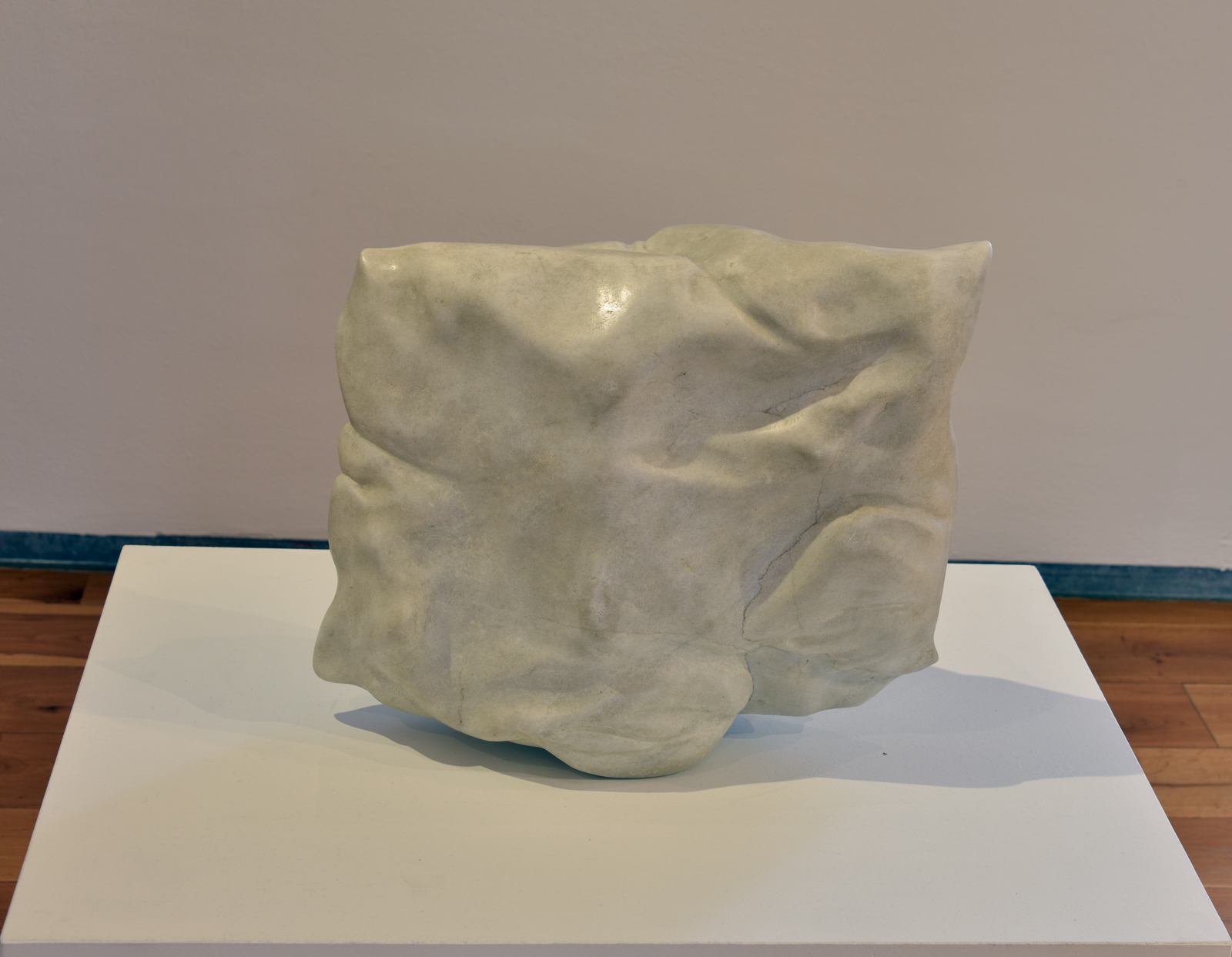
Stopy, mramor, (1969-1976)
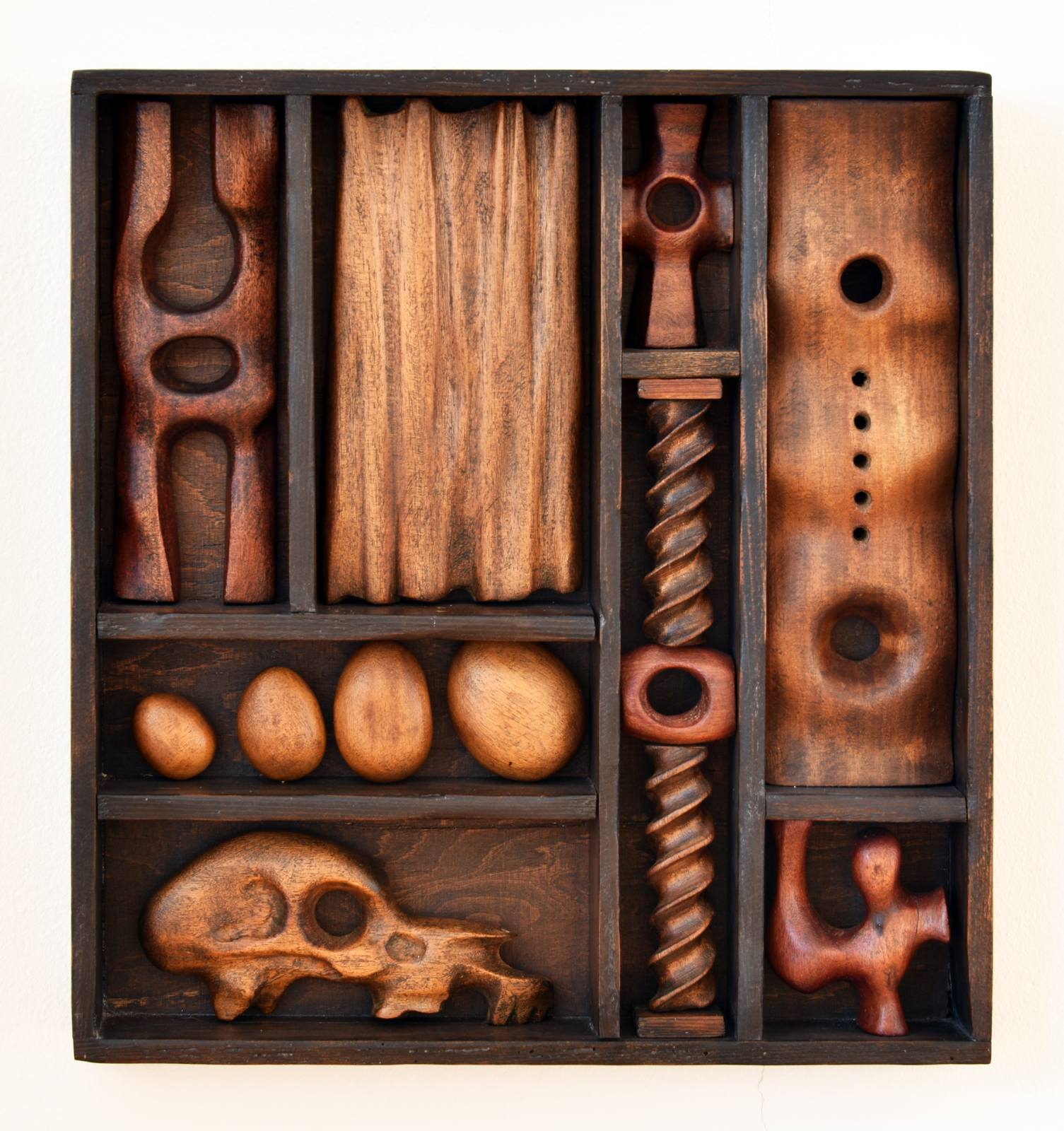
Regál se záclonou a lebkou, patinované dřevo, (1976)
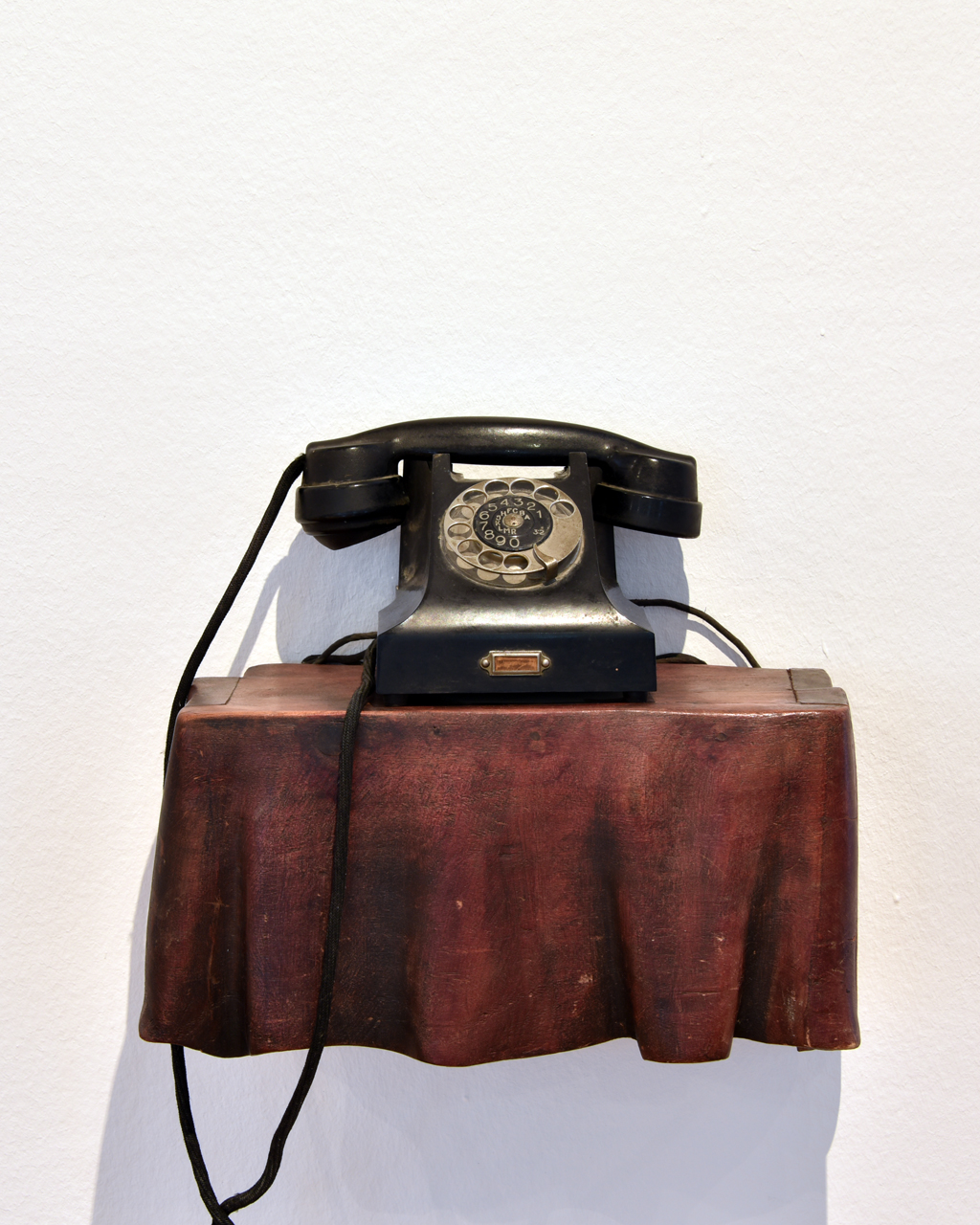
Polička s telefonem, patinované dřevo, (1975)
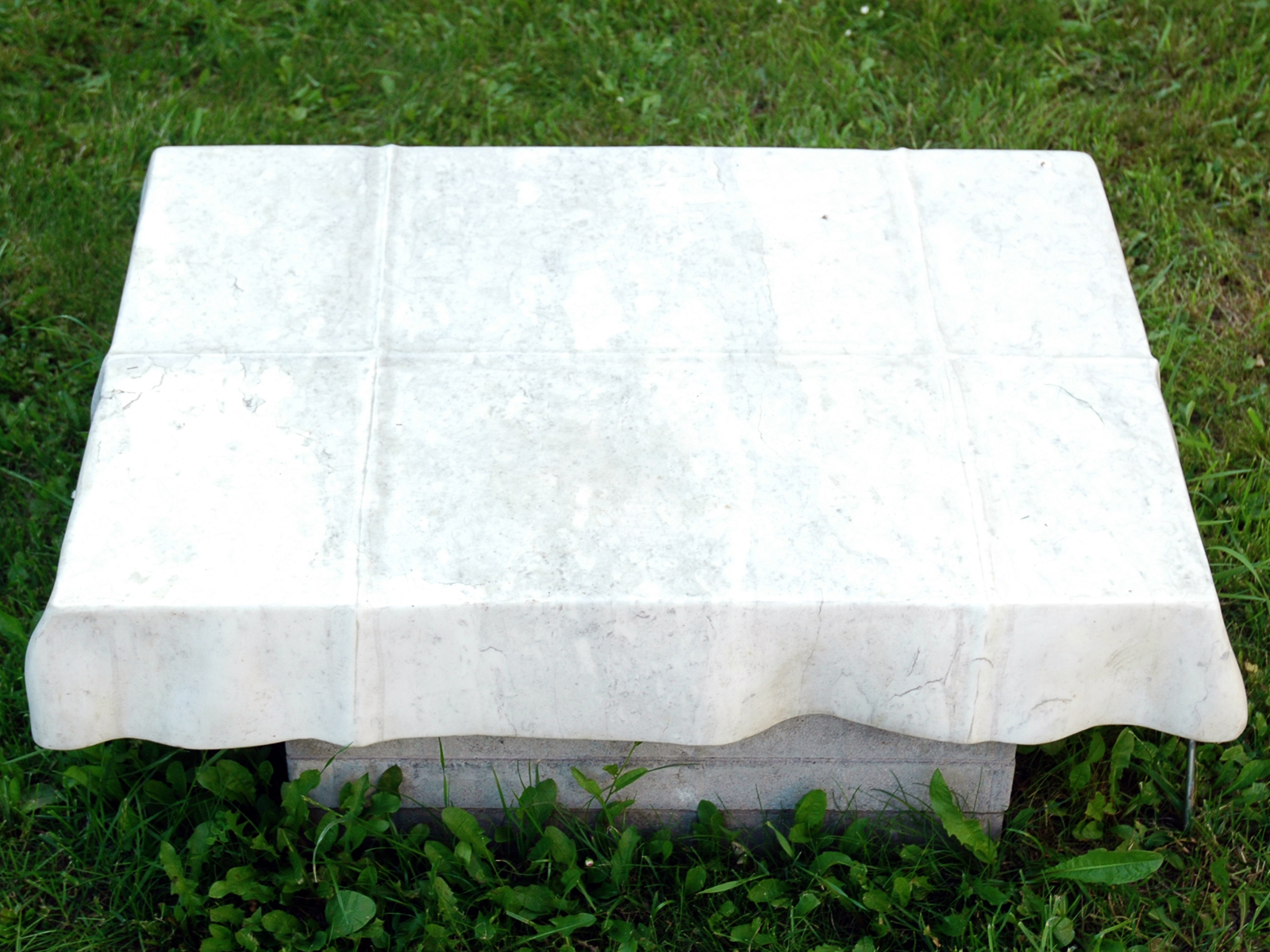
Ubrus, mramor (1980)
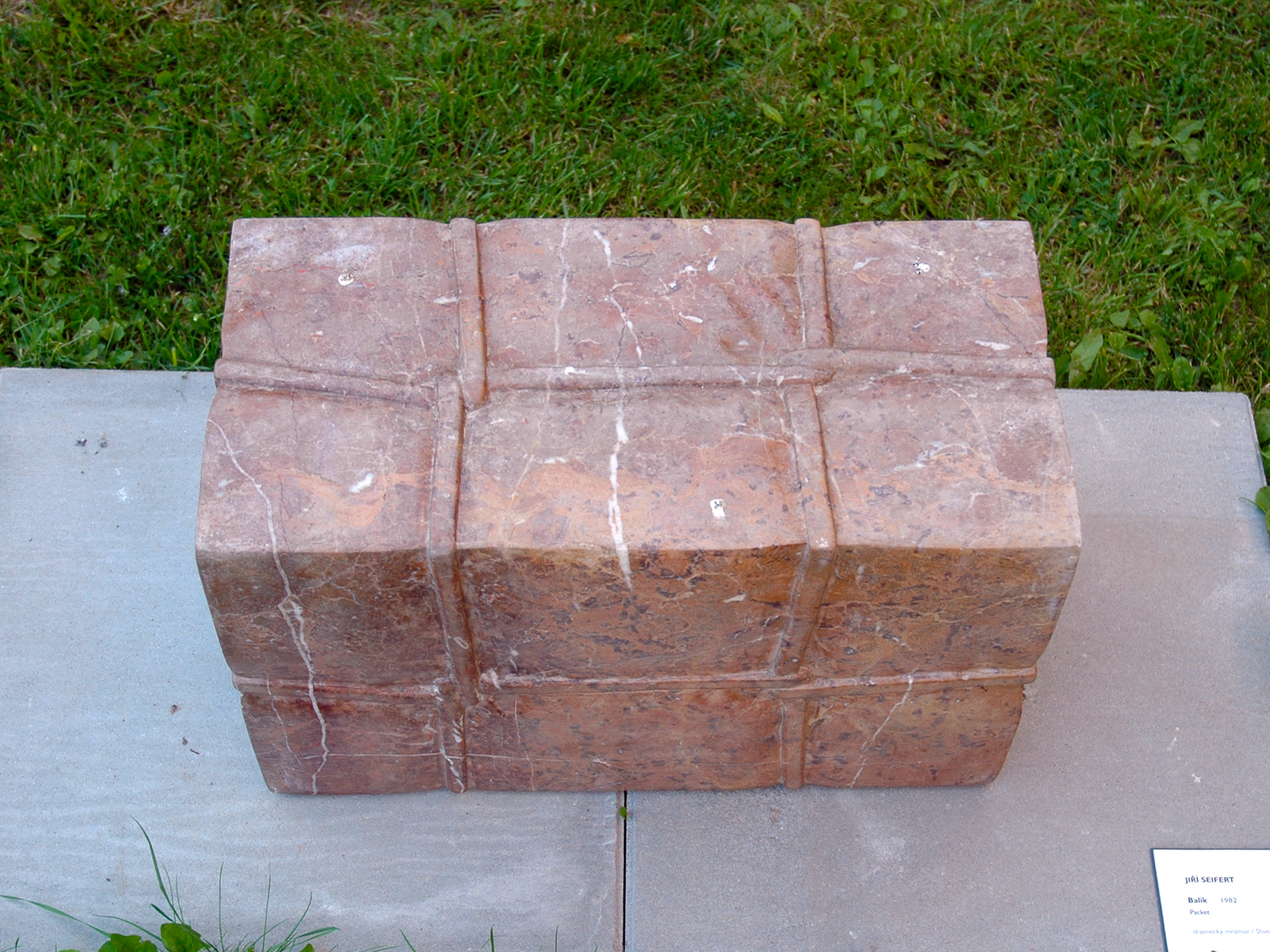
Balík, slivenecký mramor, (1982)

Tématem pohybu se zabýval od druhé poloviny 80. let a využil hru světel a stínů na kanelovaném povrchu. Vnitřní pnutí naznačuje dynamickým reliéfem (Pnutí) a použitím perforace (Tělo, 1990, Pohyb v kruhu, Dvojjedinost). Téma pohybu, vyjádřené asymetrickým ztvárněním geometrického kanelovaného kamenného tvaru, uplatnil i na sochařském sympoziu v Hořicích (1991).
Seifert zpracovává reliéf povrchu tak, aby zdůraznil haptické kvality kamene (Kámen pro radost, 1988, série Kameny pro Hanu). Optické vlastnosti kamene jsou nejzřetelnější u několika plastik z alabastru (Kréta, 1993, 1995). Jindy využívá materiálové dokonalosti bílého mramoru k navození smyslového zážitku čistoty a chladu sněhové závěje (Obzor-Závěj, 1991) nebo naopak respektuje proměnlivé zbarvení mramoru a přizpůsobuje mu modelaci povrchu (Tělesnost 2, 1995, Tělo, 1996).

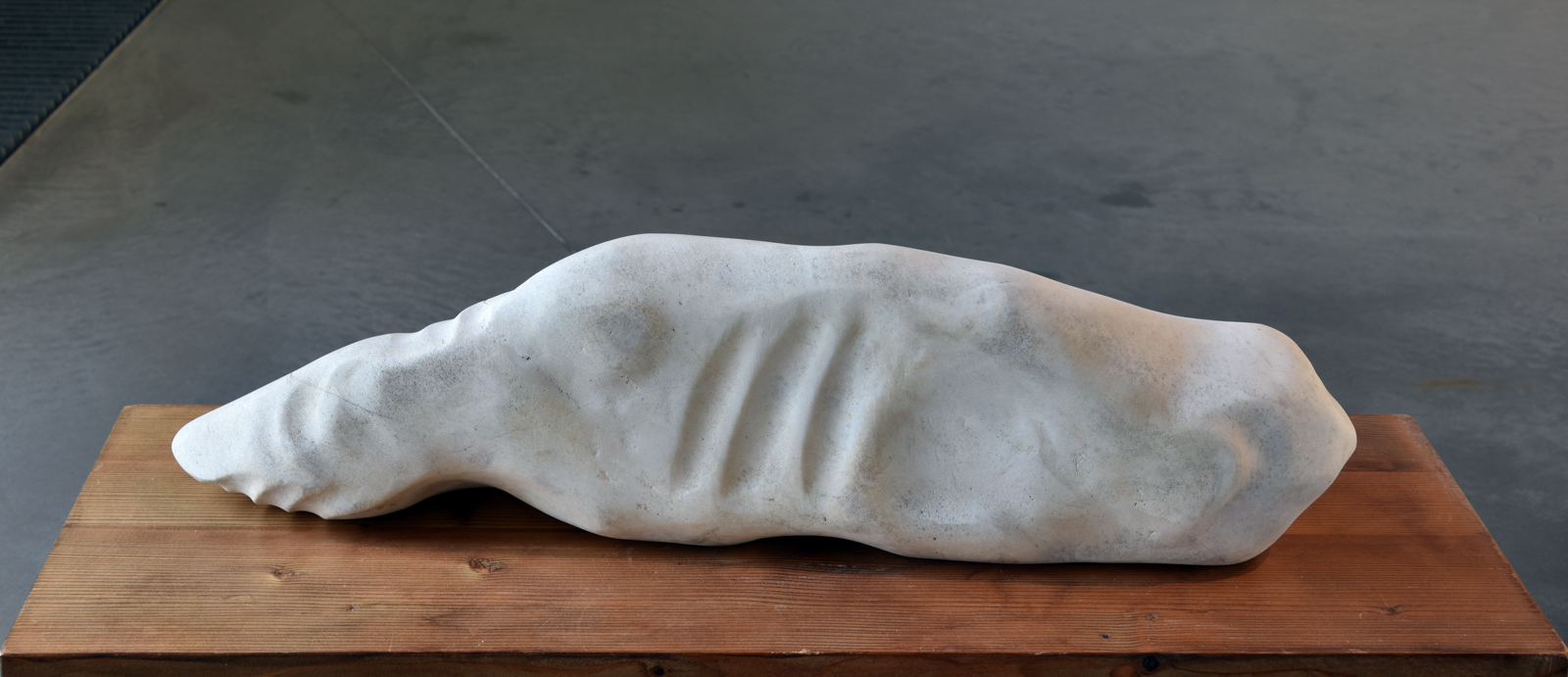
Kap Arkona, carrarský mramor, (1979)
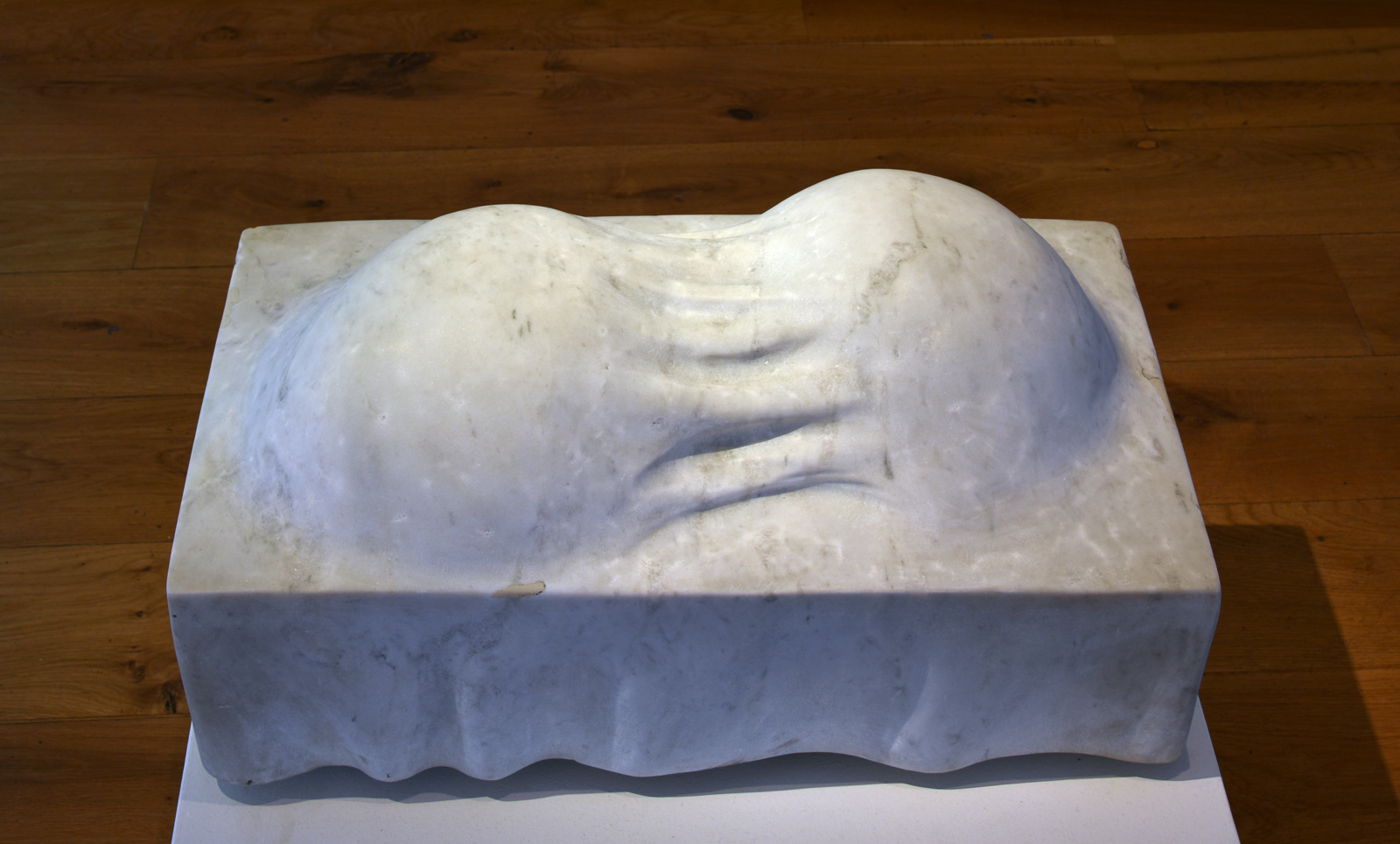
Velikonoce, carrarský mramor, (1983), Galerie hlavního města Prahy
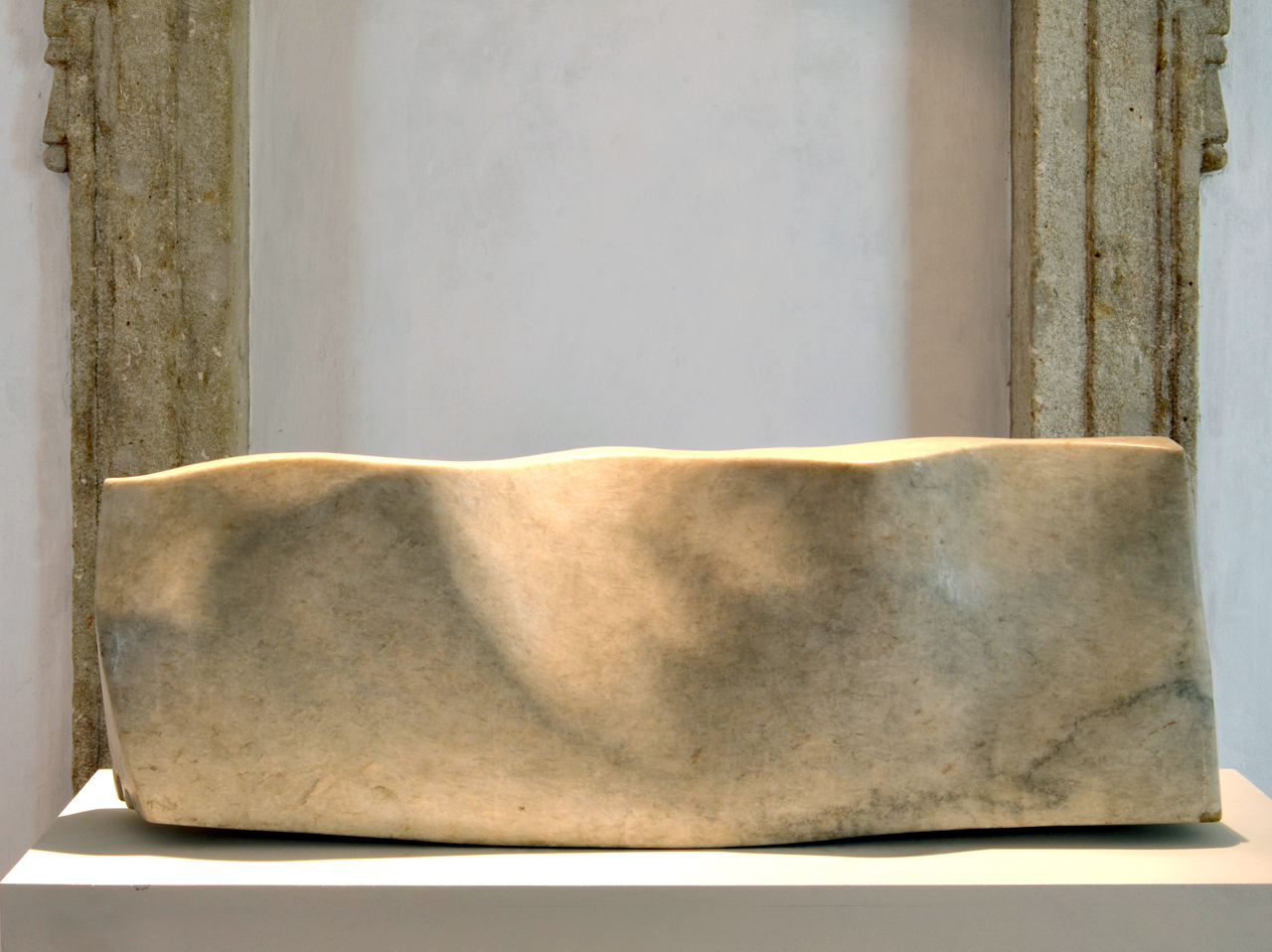
Zavlnění, mramor (1992), GASK
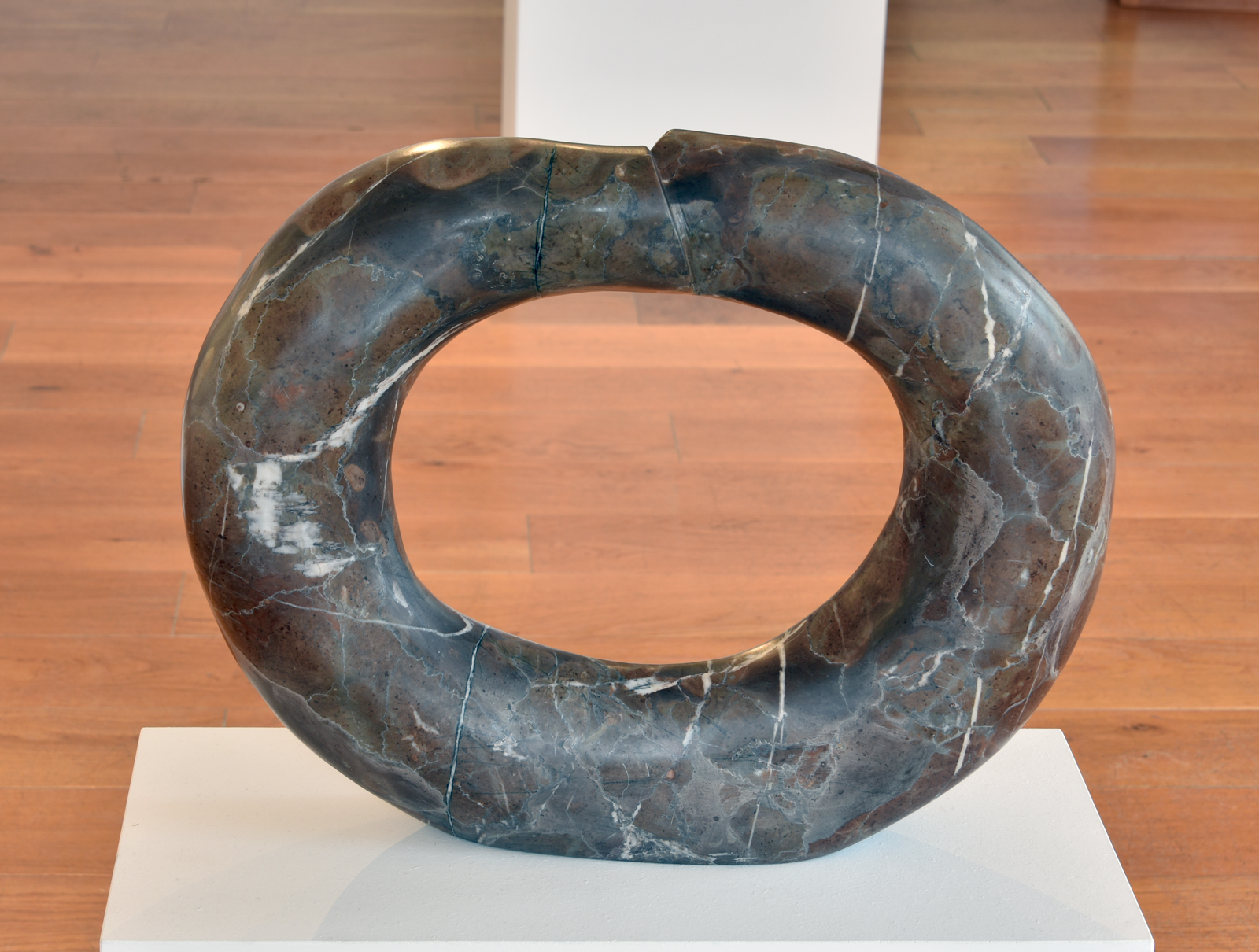
Touha, slivenecký mramor, (1995)
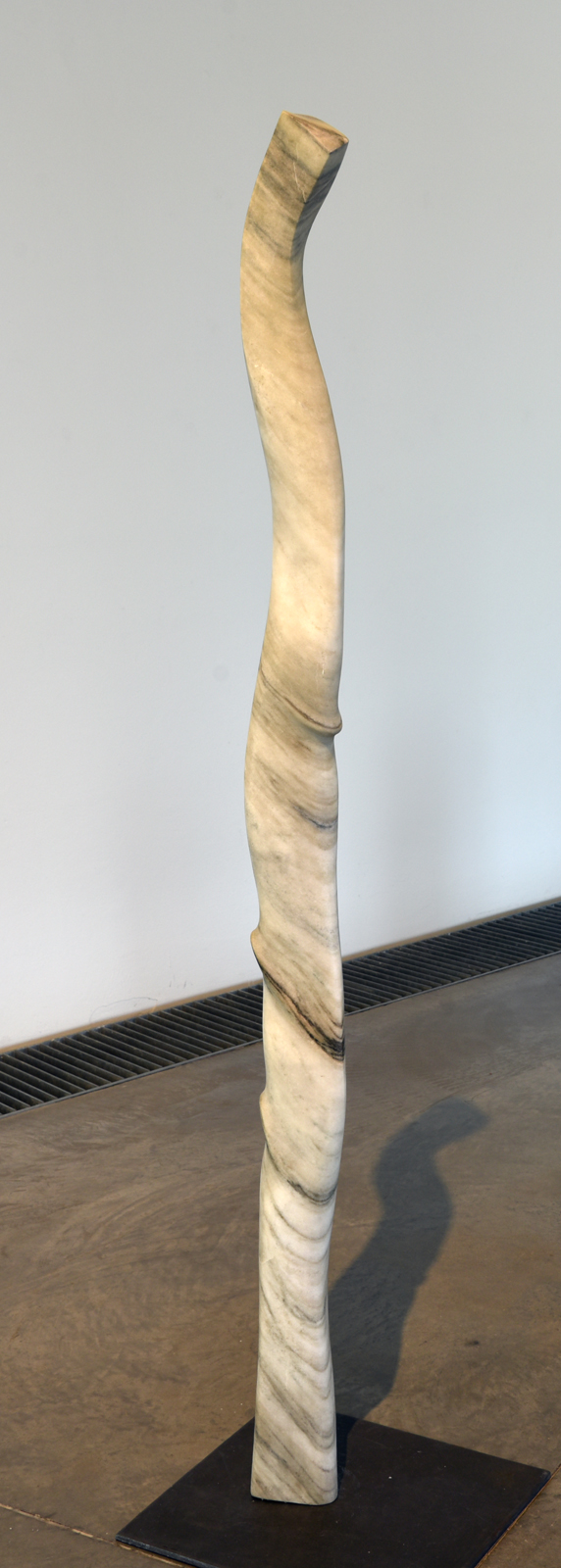
Sloupek, kralický mramor, (1998), Oblastní galerie Liberec

Řemeslná zručnost a citlivé zpracování kamene umožňuje Seifertovi jít až na hranici únosnosti materiálu (Sloupek pro Hanu, 1992), zejména v plastice Nad ránem II - Splývání (1994), vytvořené ze dvou zvlněných listů mramoru (39 x 43,5 x 4 cm, 39 x 44 x 1 cm).
V abstraktních tvarech přiznává inspiraci sochami Karla Prantla a jejich harmonické řešení proporcí nechává působit jako prostor, který má v divákovi vzbudit pocit posvátnosti. Seifert o vnějším a vnitřním prostoru sochy uvažoval již dříve. Studií na téma vnitřního prostoru sochy je až konstruktivisticky pojatá prostorová sestava Labyrint / Prostor (1969). Jeho pojetí sochy se často blíží instalaci nebo objektu, jako v sousoší Malé sympozium / Prostor z roku 1985, které vytvořil jako odezvu na zákaz účasti na sochařském sympoziu v Portoroži.
Cesta k formálně vytříbeným a duchovním námětům posledního období jeho tvorby vedla přes zkoumání všech možností ušlechtilého kamene. Lze ji charakterizovat jako tendenci k zjednodušování tvarů a abstrahování od předmětnosti a tělesnosti. Jeho poslední díla jsou privátní povahy (Křik srdce, Velká červená kanelura, Poslední kámen, 1999).

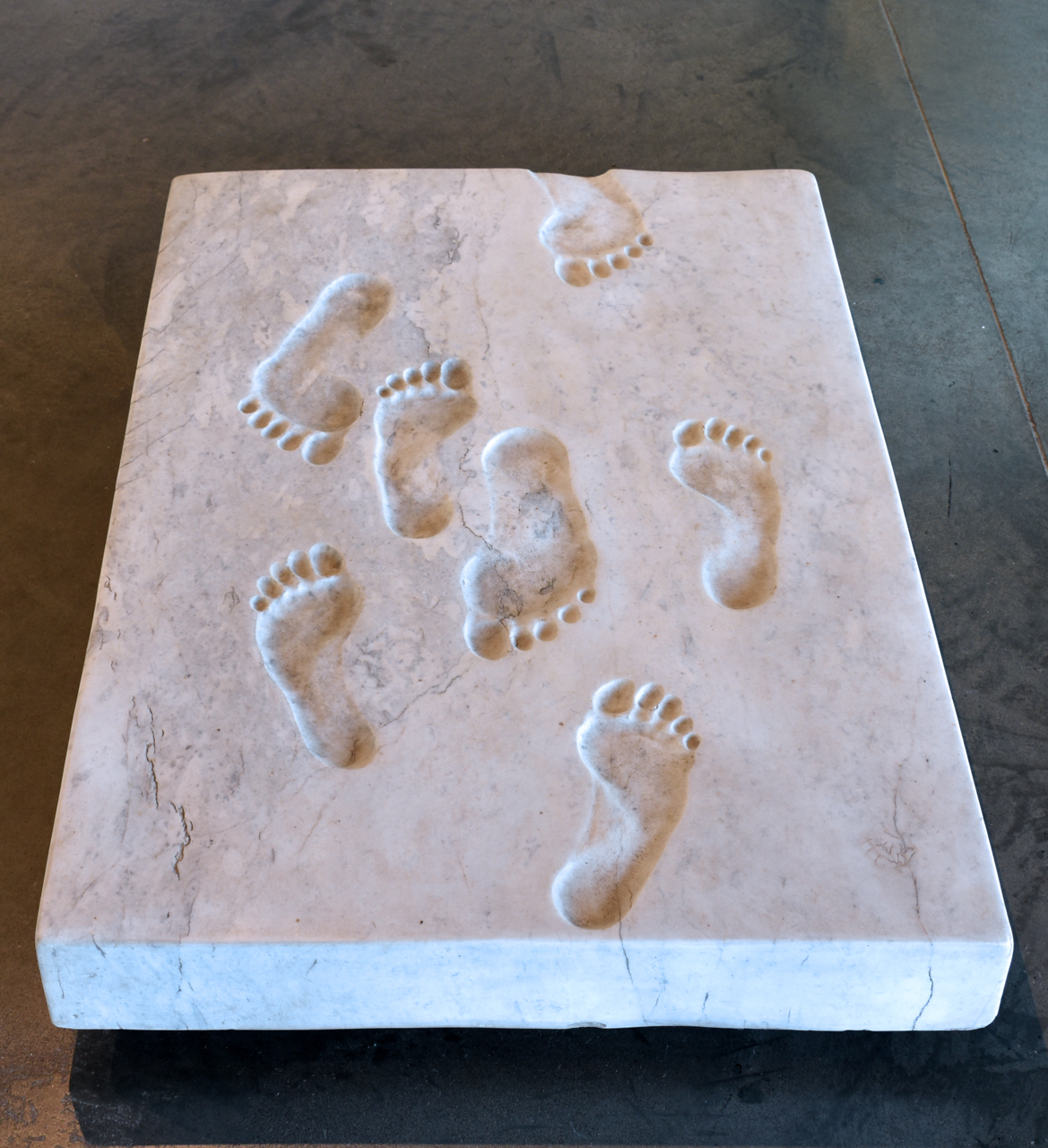
Stopy, carrarský mramor, (1984)
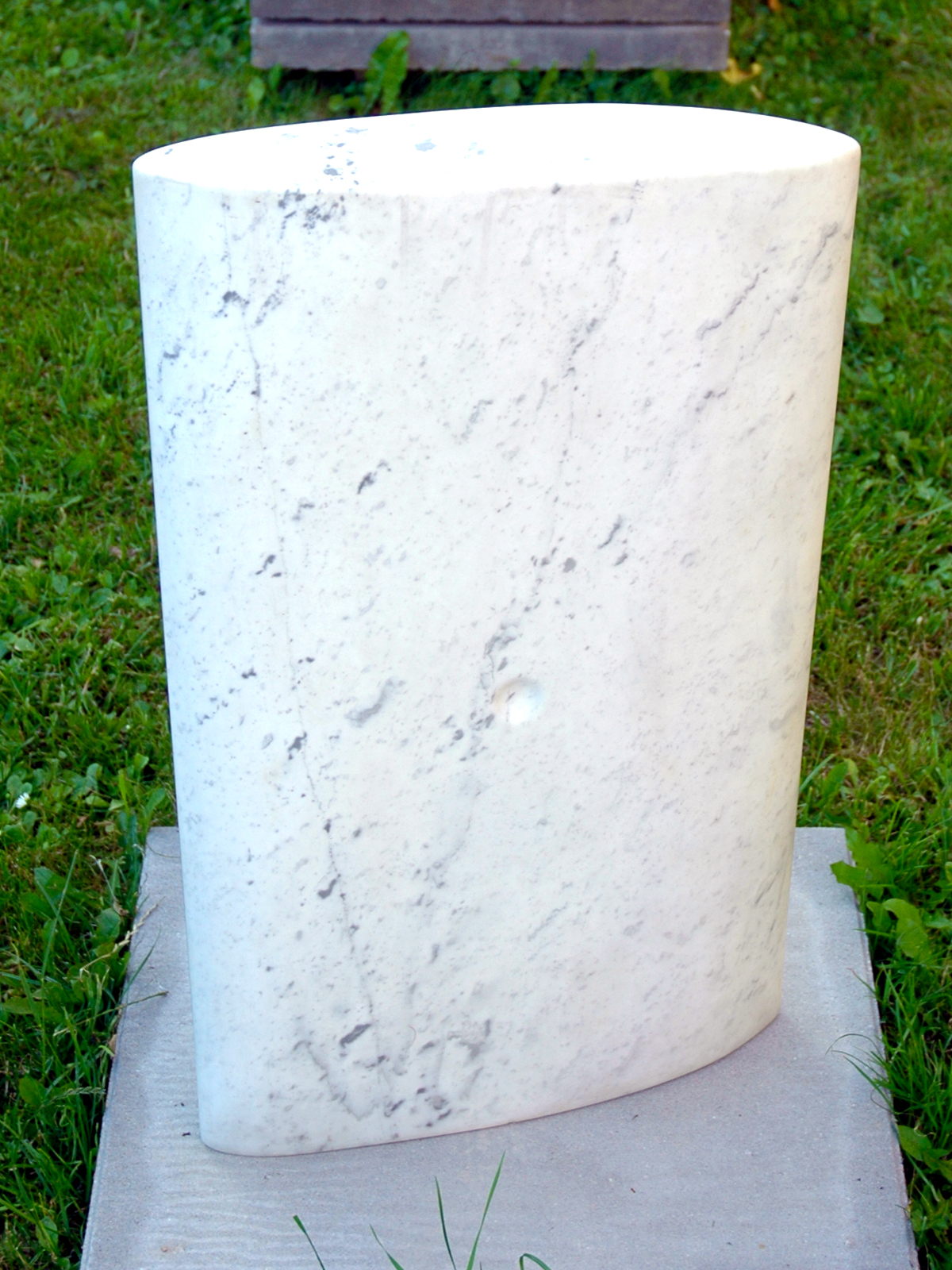
Tělo I, mramor, (1991)
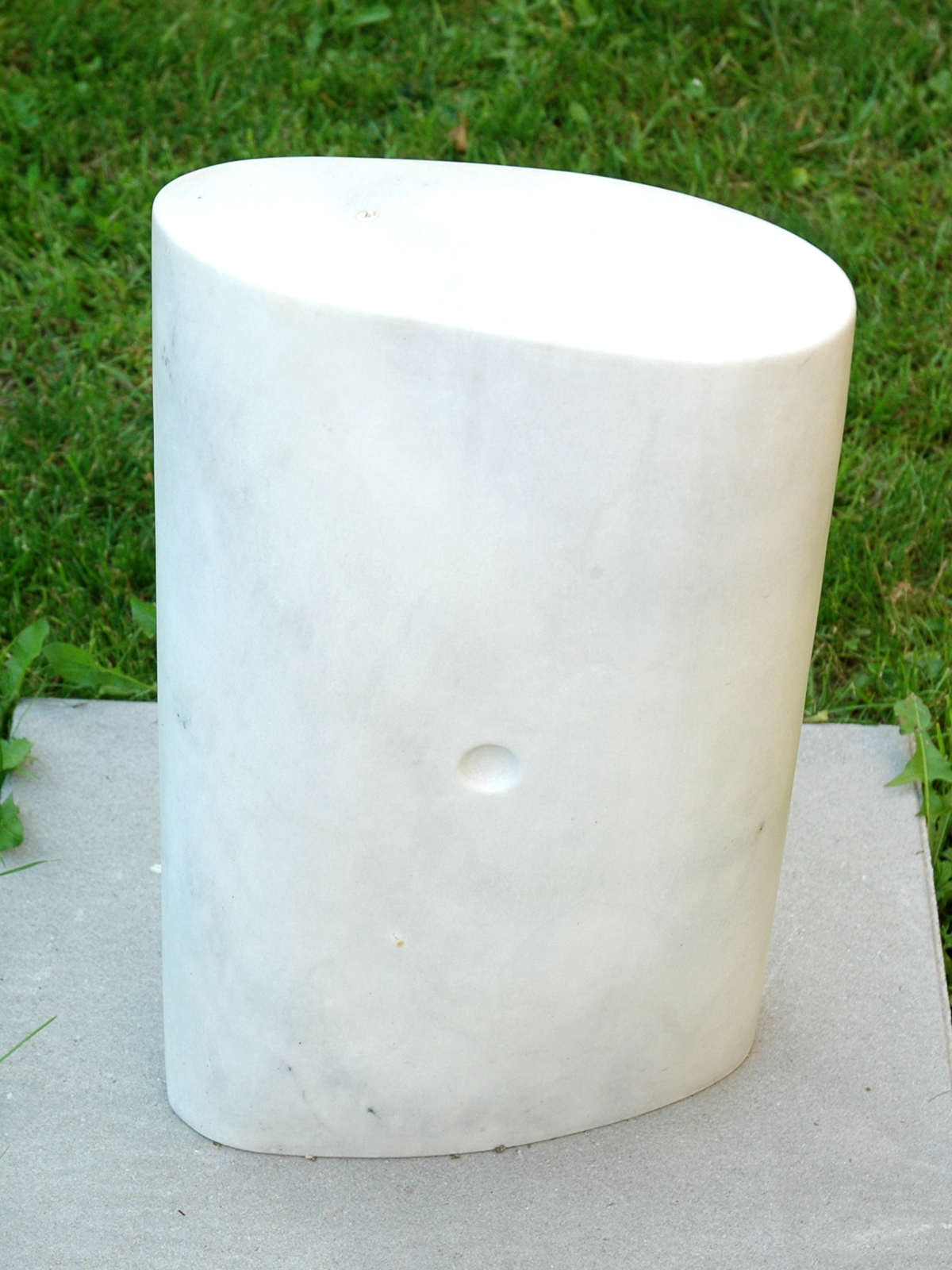
Tělo II, mramor, (1995)
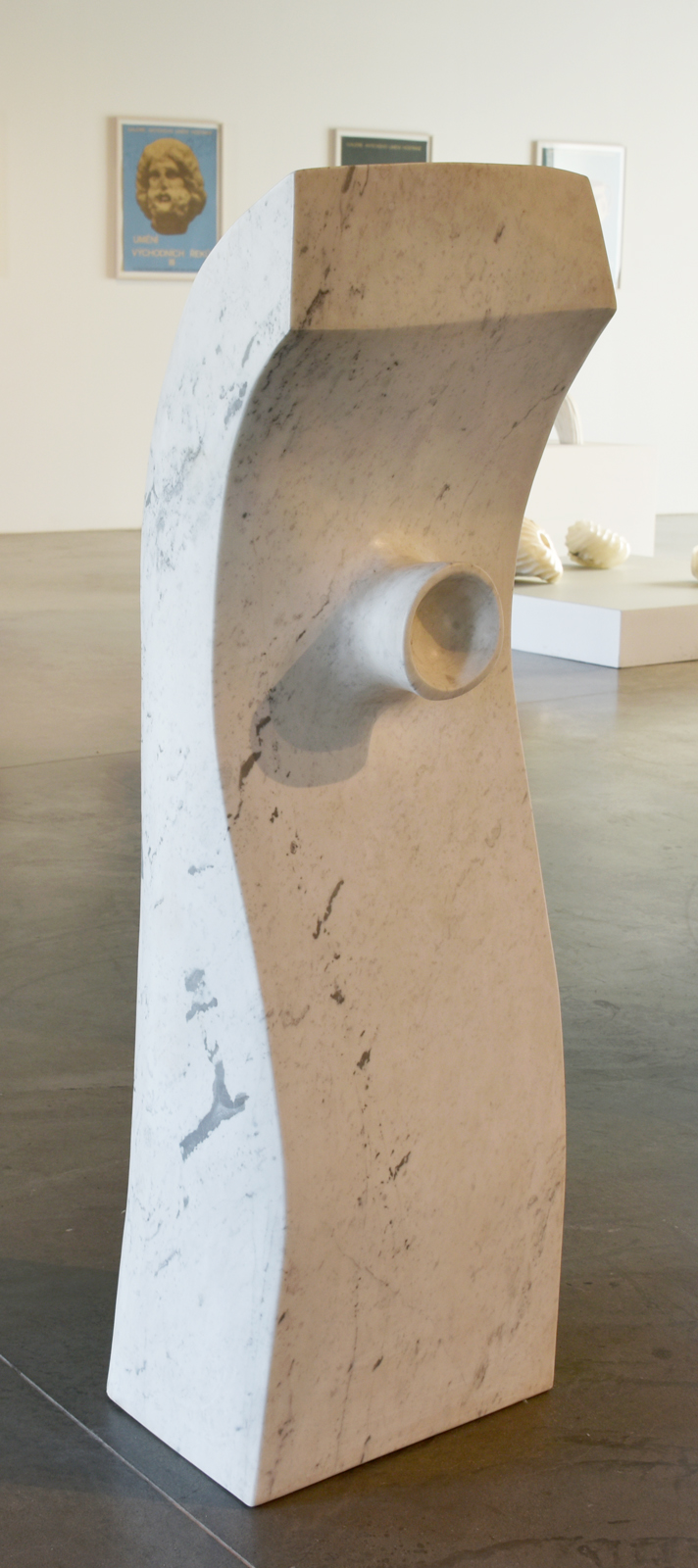
Křik srdce, carrarský mramor, (1999)
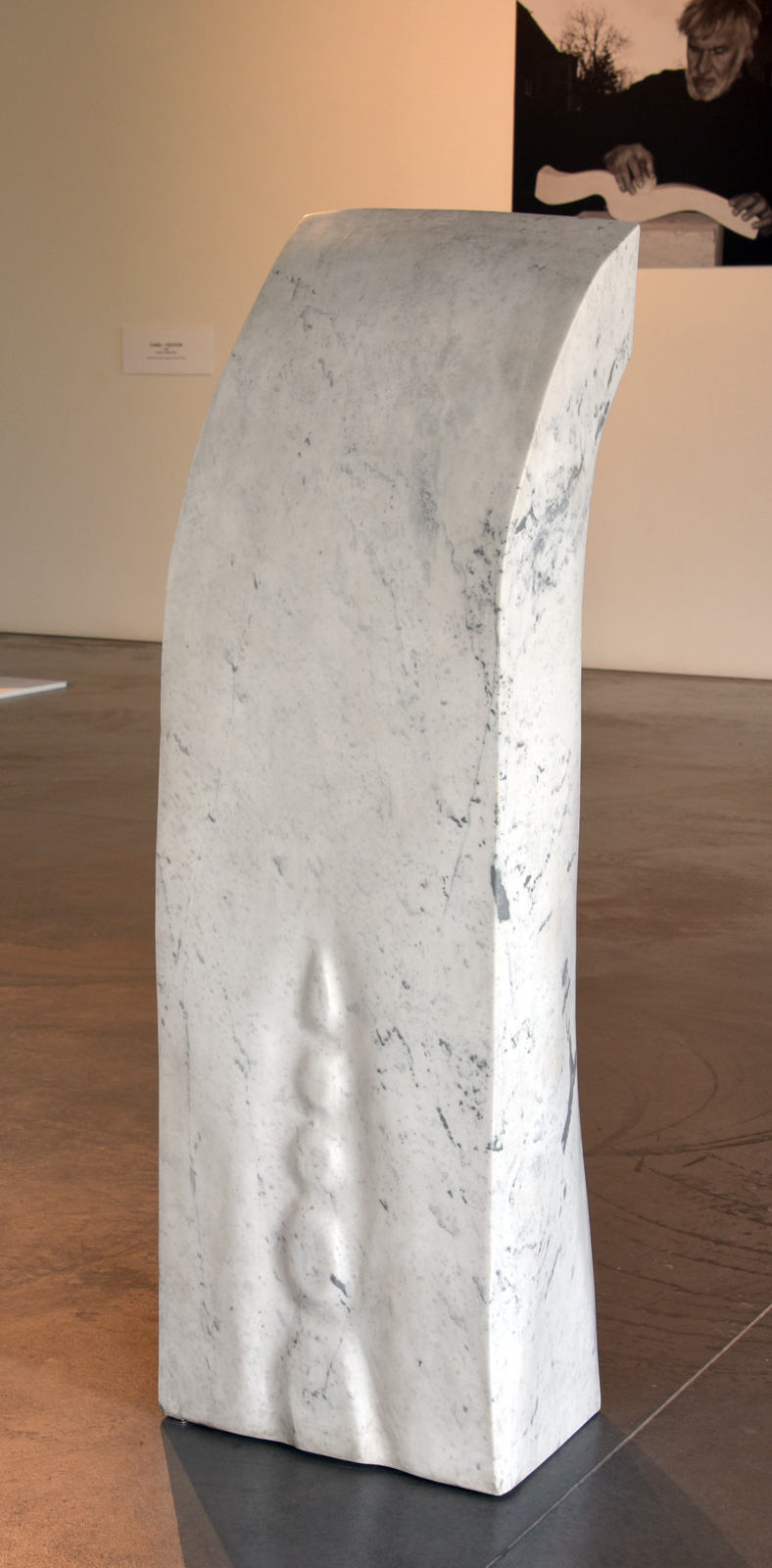
Křik srdce, carrarský mramor, (1999)

### Realizace v architektuře
Seifert již během působení v Liberci navázal spolupráci s tamními architekty. Vytvořil symbolický základní kámen pro televizní věž na Ještědu a s architektem Miroslavem Masákem spolupracoval na projektu relaxačních lázní Teplice-Šanov. Podílel se také na úpravě haly budovy Botanického ústavu ČSAV v Průhonicích a lázeňského domu Libverda. Roku 1981 na podnět ateliéru SIAL navrhl a realizoval Prostor k poctě architekta Adolfa Loose v Liberci (socha byla roku 2008 odstraněna majitelem pozemku, v roce 2020 se vrátila na své místo).
Jiným typem práce ve veřejném prostoru je symbolický Hřbitov horolezců pod Mariánskou vyhlídkou u Hrubé Skály.
Posledními díly Jiřího Seiferta jsou skulptury koncipované pro vzájemné působení kamene a vody. V Českém kulturním středisku v Paříži vytvořil dvě rampy, kde zčeřená voda opticky zesiluje působení přirozeného žilkování mramoru (1997). Na nádvoří Kounického paláce v Praze stojí kašna, ve které stéká voda po centrálním mramorovém sloupu (1998-2003).

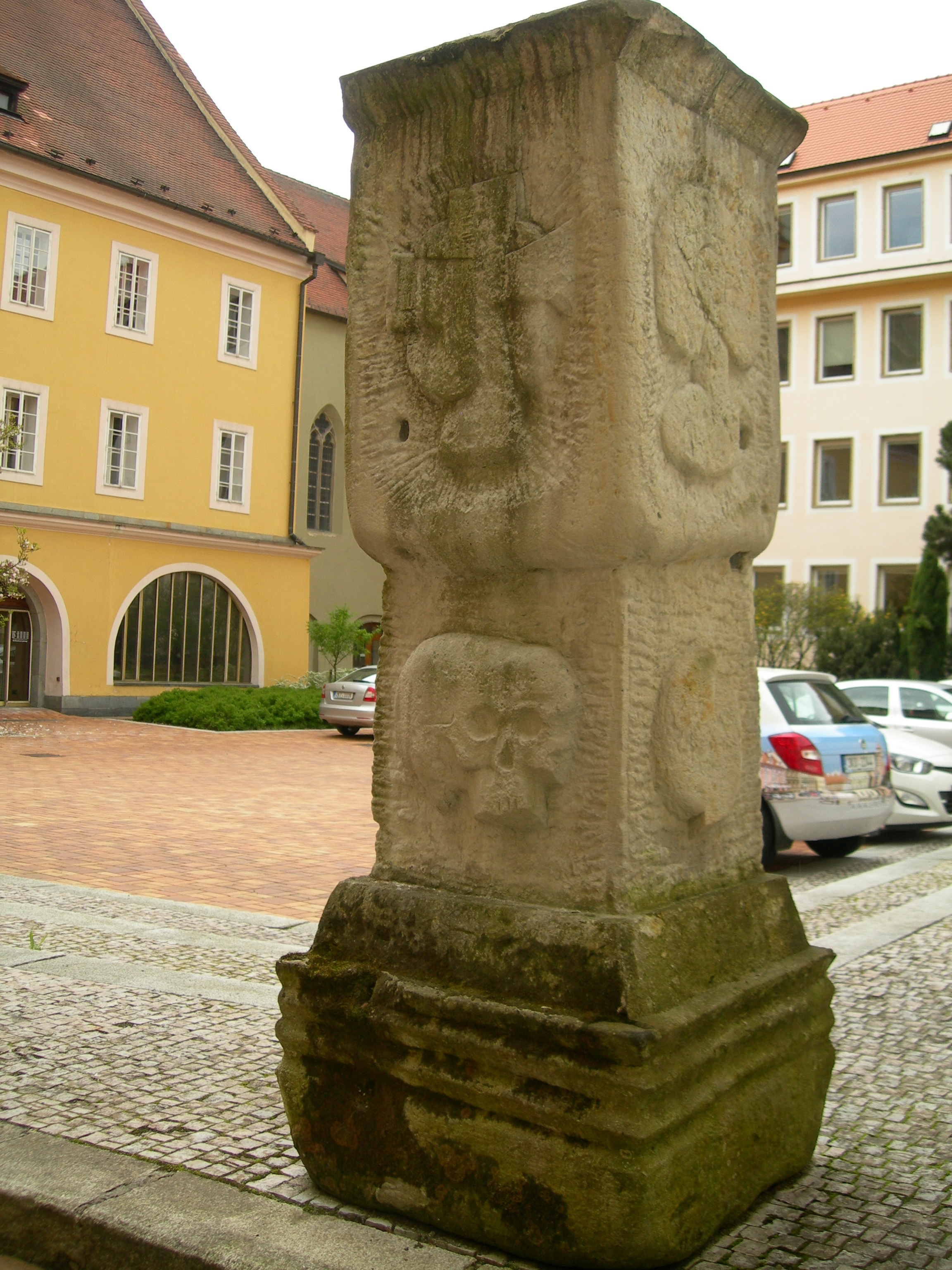
Morový sloup, Cheb, (1969)
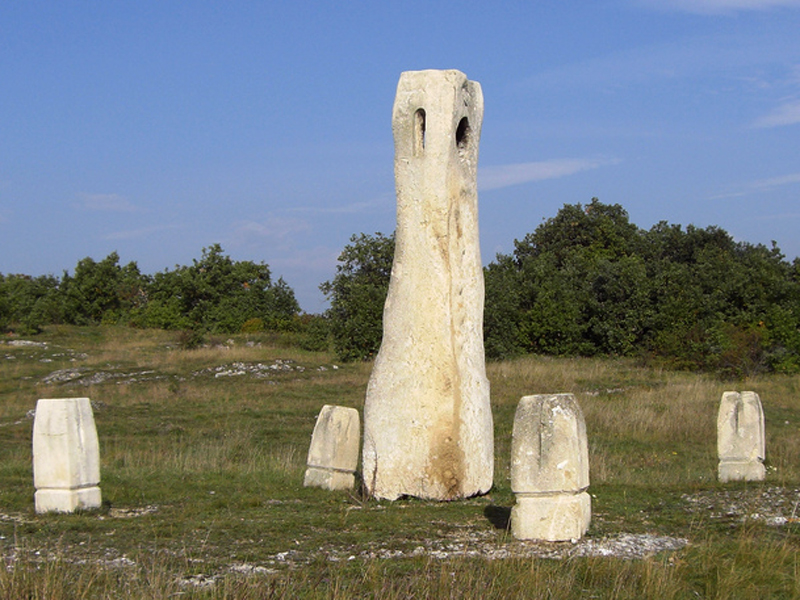
Zvonice pro Jana Palacha, St. Margarethen, (1969)
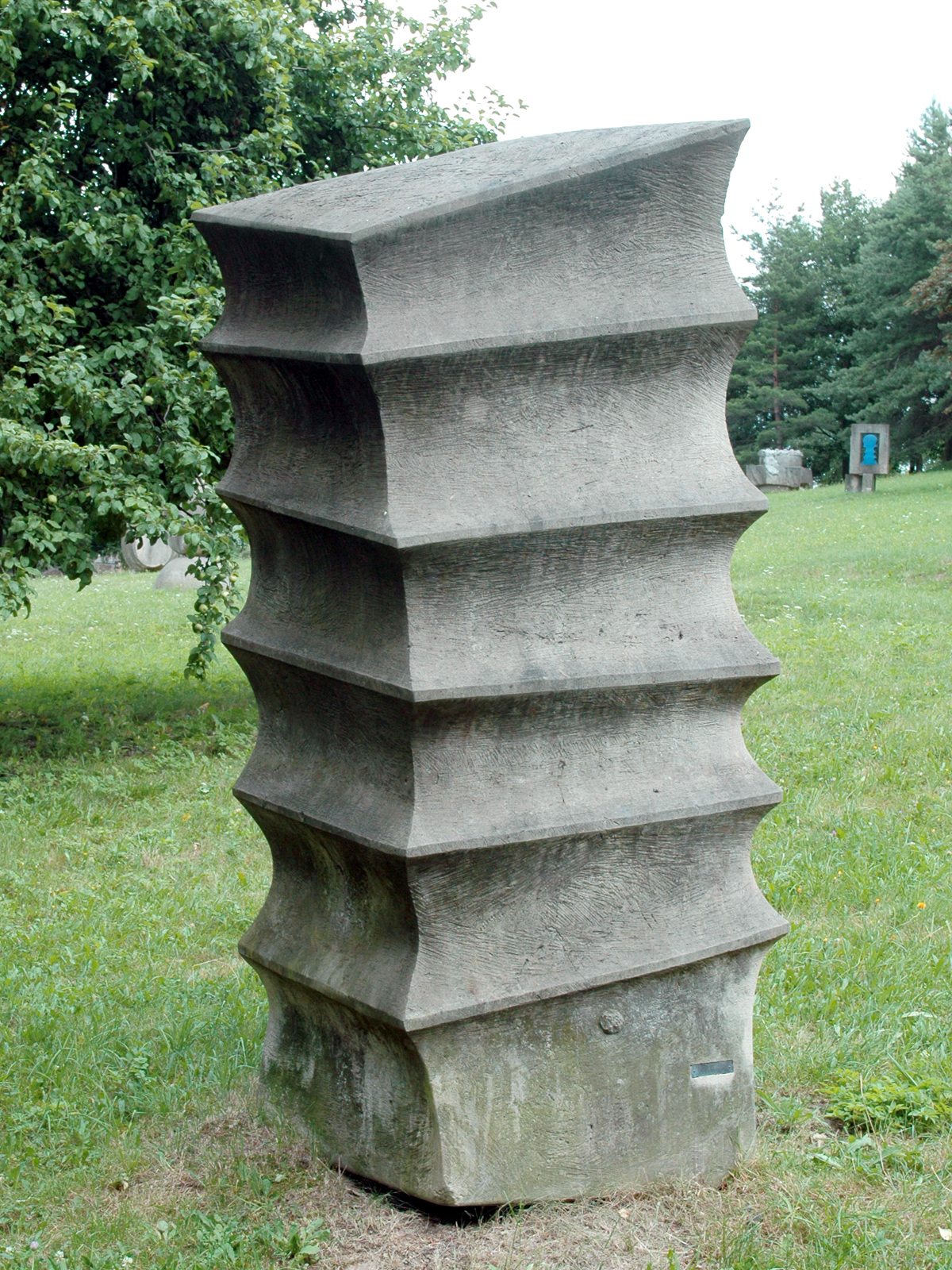
Viklan - Velké kanelury, pískovec, vrch Gothard, Hořice, (1991)
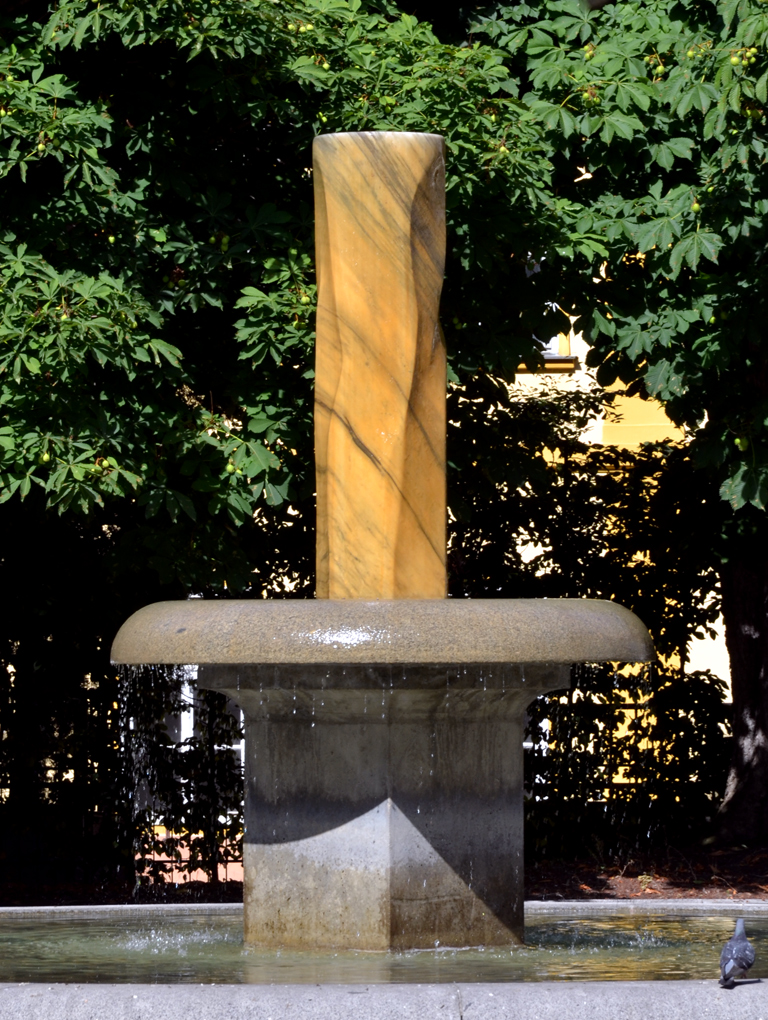
Kašna, Panská 7, Praha

### Medailérská tvorba
Jiří Seifert objevil břidlicový lom v době, kdy pracoval jako dělník při stavbě silnice v blízkosti Železného Brodu. Jde o křehký nesochařský materiál, který vyžaduje velmi jemné nástroje k opracování, ale svou barvou a vrstevnatostí se výborně hodí k tvorbě drobných reliéfních předmětů jako plakety a medaile. Pro Jiřího Seiferta se staly součástí jeho šperkařské tvorby a některé zhotovil jako přívěsky. První medaile ze 60. let byly jakousi obdobou břidlicových tabulek a obsahovaly zejména texty přísloví. Z počátku 70. let pochází série s abstraktně erotickými reliéfy, které se pak v obměnách objevují i v pozdější tvorbě.
Práce s břidlicí se časem stala pro Seiferta denní potřebou, především jakýmsi druhem poetických deníkových záznamů (Plaketa St. Margarethen, 1969, Podzim, 1979, Vypouštění rybníka, 1983). Sloužily jako alternativa sochařských kreseb, nebo byly vytvořeny jako pamětní (Smuteční za Jaroslava Seiferta, 1986). Mnohé byly od počátku zhotoveny se záměrem obdarovat členy rodiny, své přátele a známé (Medaile pro Adrienu, 80. léta). Vznikaly často během zimy, kdy nebylo možné pracovat venku. Častými motivy byly poznámky z četby poezie a představují tak paralelu Seifertovy sochařské tvorby s díly jeho oblíbených básníků.

### Kresby
Jiří Seifert kreslil od dětství a svou kreslířskou zdatnost prokazoval i během studia v kreslířských kursech u Jana Baucha nebo při kopírování francouzských renesančních kreseb. Sochařské kresby se staly nedílnou součástí jeho tvorby a jako drobné skici provázejí Seifertovy deníkové záznamy. Pokud vznikaly samostatně, nejde obvykle o hledání sochařského tvaru, ale většinou o kresebný záznam hotového díla. Jsou provedeny tužkou, tuší nebo sépií a lavírovány čajem a vyznačují se velmi plasticky vykresleným objemem. Nejvíce kreseb vytvořil v závěru 90. let, kdy jeho zdravotní stav silně omezil možnost práce s kamenem. Velká část kreseb byla zničena nebo silně poškozena během povodní roku 2002.

### Ocenění
- 1966 Bienále mladých v Paříži I. cena za týmovou práci
- 1969 Trienále sochařství v Chebu (Morový sloup) II. cena v oboru sochařství
- 1992 Sochařské symposium Fanano (Modena), I. cena kritiky

### Zastoupení ve sbírkách
- Národní galerie v Praze
- Galerie hlavního města Prahy
- Moravská galerie v Brně
- Muzeum umění Olomouc
- Oblastní galerie v Liberci
- Severočeská galerie výtvarného umění v Litoměřicích
- Galerie Středočeského kraje (GASK), Kutná Hora
- Galerie umění Karlovy Vary
- Galerie Klatovy/Klenová
- Galerie výtvarného umění v Ostravě
- Oblastní galerie Vysočiny v Jihlavě
- Galerie Benedikta Rejta
- Západočeská galerie v Plzni
- Museum Kampa
- The British Museum
- Museum Bochum

### Realizace
- 1969 Zvonice pro Jana Palacha, St. Margarethen-Burgenland
- 1971 Menza pro Sbor Církve bratrské, Horní Jasenka u Vsetína
- 1973 nápis PRIOR, obchodní dům, Národní třída v Praze
- 1981 Prostor k poctě architekta Adolfa Loose, Liberec
- 1986 kopie gotického tympanonu, Týnský chrám v Praze
- 1991 Formen für Europa, carrarský mramor, Syke-Bremen, symposium
- 1993 Sloup, carrarský mramor, soukr.sbírka, Varallo, Itálie
- 1997 Fontána, České kulturní centrum, Paříž
- 1998-2003 Fontána, Kounicův palác, Praha[25]

### Výstavy

#### Autorské (výběr)

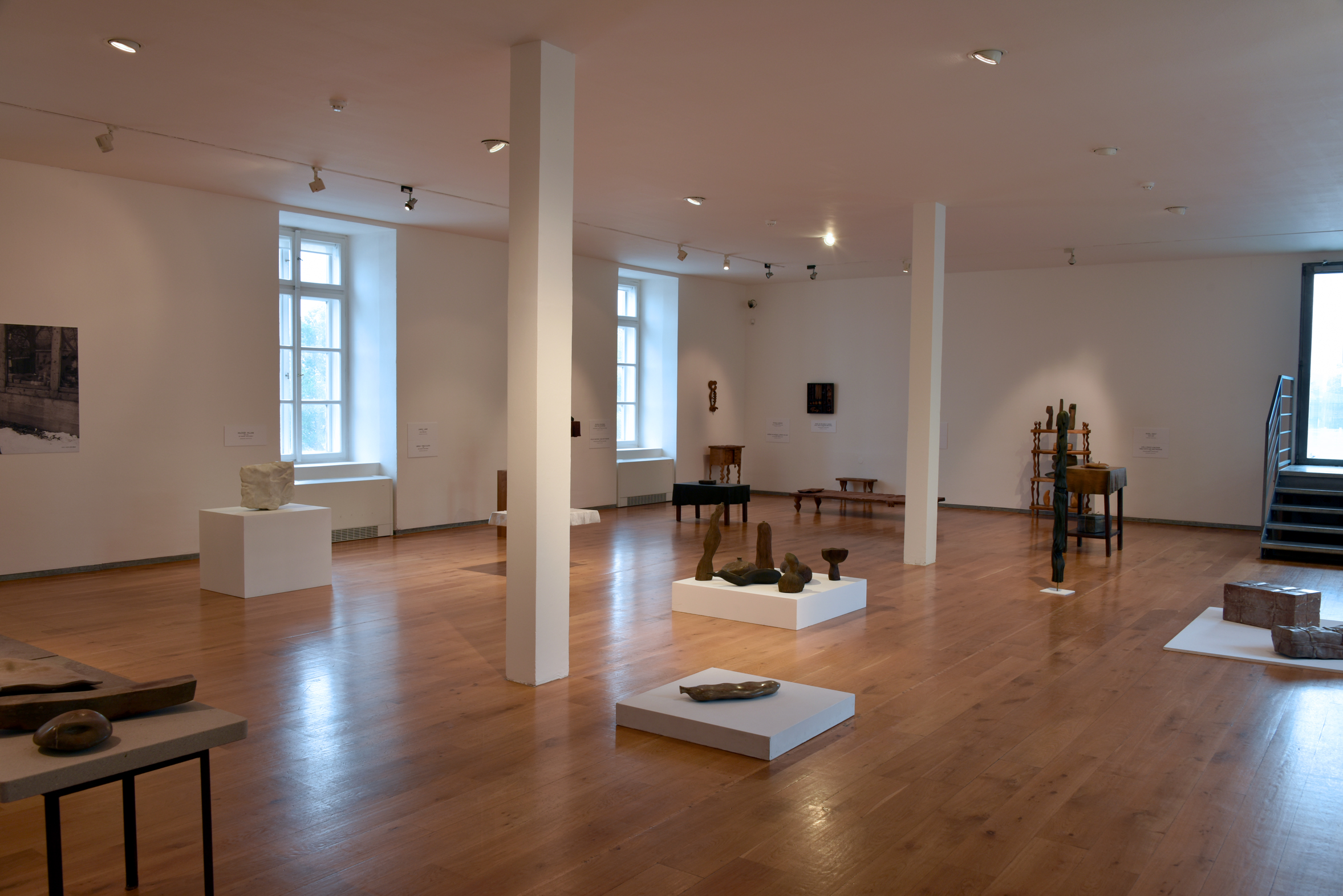
Pohled do instalace výstavy JS v Museu Kampa, 2019
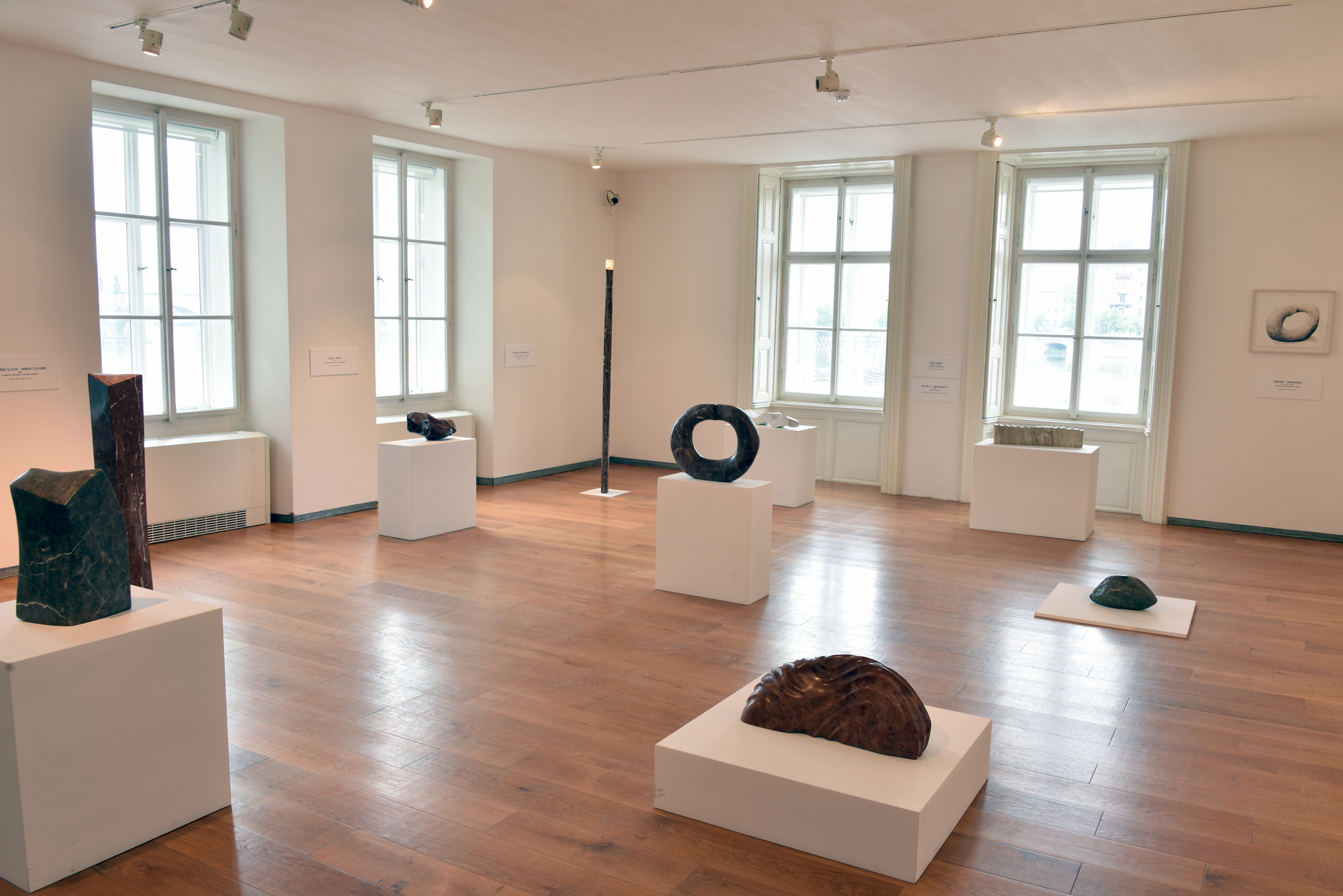
Pohled do instalace výstavy JS v Museu Kampa, 2019

- 1959 Jiří Seifert, Vladimír Komárek, Divadlo hudby, Liberec
- 1960 Jiří Seifert, Vladimír Komárek, Galerie mladých, Praha
- 1962 Jiří Seifert, klub umělců, Mánes
- 1966 Jiří Seifert: Sochy - kresby, Galerie Václava Špály, Praha 1
- 1971 Jiří Seifert: Sochy - kresby, Galerie Nová síň, Praha, výstava byla den před zahájením zakázána
- 1979	Jiří Seifert: Plastiky, medaile, Ústav makromolekulární chemie (ÚMCH), Praha
- 1984 	Jiří Seifert: sochy, kameny, Atrium na Žižkově, Praha
- 1989	Jiří Seifert: Skulptura, Staroměstská radnice, 2. patro, Praha
- 1990	Jiří Seifert: Skulptura, Galerie d, Praha
- 1992	Jiří Seifert: Skulpturen, Museum Bochum, Bochum
- 1993 	Jiří Seifert: Kontrast 90, Ostravské muzeum
- 1993/94 Jiří Seifert: Sochy, Severočeská galerie výtvarného umění v Litoměřicích, Oblastní galerie v Liberci, Horácká galerie v Novém Městě na Moravě, Galerie umění Karlovy Vary, Dům U Jonáše, Pardubice
- 1994 	Jiří Seifert: Vertikála, Starý královský palác, Jižní dvorec, Praha
- 1994	Jiří Seifert: Kresby, sochy, Galerie Gema, Praha
- 1995 	Jiří Seifert: Tvorba z posledních let, Galerie Výtvarného centra Chagall, Ostrava, Jihomoravské muzeum, Znojmo, Dům kultury ROH TŽ, Třinec, Oblastní galerie Vysočiny v Jihlavě
- 1997	Jiří Seifert: Sochy, Galerie antického umění, Hostinné
- 1998	Jiří Seifert: Sochy, kresby, Dům umění města Brna
- 2000 Jiří Seifert: Sochy, kresby / Sculptures and Drawings 1989 - 1999, Lichtenštejnský palác, Respirium, Praha, Galerie Gema, Dům U dvou divých mužů, Praha
- 2001	Jiří Seifert: Sochy, ČMVU, Dům U Černé Matky Boží, Praha
- 2002 Jiří Seifert: Sochy, Galerie Benedikta Rejta, Louny
- 2002 Jiří Seifert: Medaile a kresby, Oblastní galerie v Liberci, Západočeská galerie v Plzni
- 2002/03 Jiří Seifert: Kresby, Galerie výtvarného umění v Chebu
- 2003 Jiří Seifert, Zámek Dobřichovice
- 2004 Vzpomínka na Jiřího Seiferta, Galerie Diamant, Praha
- 2005/06 Jiří Seifert: Mramor, Galerie kai de kai, Praha
- 2006 Jiří Seifert: Tušení je víc než vidění, Zámek Litomyšl
- 2007 Jiří Seifert: V kameni i v kresbě, Galerie Jiřího Jílka, Šumperk
- 2013 Jiří Seifert: Sochy, Severočeská galerie výtvarného umění v Litoměřicích[26]
- 2019 Sochař Jiří Seifert (1932 - 1999), Museum Kampa - Nadace Jana a Medy Mládkových, Praha

#### Skupinové
- podrobně viz abART:

### Katalogy
- Jiří Seifert: Sochy a kresby, 1966, kat. 12 s., Galerie Václava Špály, Praha
- Jiří Seifert: Sochy, kameny,1984, kat. 16 s., Atrium na Žižkově, Praha
- Jiří Seifert: Skulptura, 1989, Malá O, Mataré E, Seifert J, kat. 36 s., Staroměstská radnice, 2. patro, Praha
- Jiří Seifert: Skulpturen, 1992, Spielmann P, ed., kat. 94 s., č., něm., Museum Bochum, ISBN 3-8093-0173-6
- Jiří Seifert: Sochy, 1993, Malá O, Lang Č, (rozhovor s Jiřím Seifertem), kat. 74 s., Galerie výtvarného umění v Litoměřicích, ISBN 80-85090-14-7
- Jiří Seifert: Vertikála, 1994, Raimanová I , kat. 24 s., Starý královský palác, Jižní dvorec, Praha
- Jiří Seifert: Sochy, 1997, kat. 24 s., FF UK, Praha
- Jiří Seifert: Sochy, kresby, 1998, Bouzek J, Zemina J, kat. 28 s., Dům umění města Brna, ISBN 80-7009-107-X
- Jiří Seifert: Sochy, kresby / Sculptures and Drawings 1989 - 1999, 2000, Petrová E, kat. 16 s., č., ang., Gema Art - Galerie Gema, Praha, ISBN 80-86087-29-8
- Jiří Seifert: Sochy/Sculpture, 2001, Neumann I, Hájek Miroslava, ČMVU Praha, ISBN 80-7056-089-4 (portrét B. Holomíček)
- Jiří Seifert: Kresby, 2002, Horyna M, kat. 10+16 vložených listů, Galerie výtvarného umění v Chebu
- Jiří Seifert: Medaile a kresby, 2002, Řeháková N, kat. 12 s., Oblastní galerie v Liberci, Západočeská galerie v Plzni, ISBN 80-85050-30-7
- Jiří Seifert: V kameni i v kresbě, 2007, Koval M, Seifert J, kat. 8 s., Galerie Jiřího Jílka, Šumperk

### Souborné publikace
- Socha 1964, Vachtová L, 1964, Oblastní galerie v Liberci
- Sochařská bilance 1955 - 65, Šetlík J, 1965, Oblastní galerie výtvarného umění v Olomouci
- Sculpture tchècoslovaque de Myslbek à nos jours Goldscheider Cécilie et al, 1968, fr., Musée Rodin (Hôtel Biron), Paříž
- Socha a město, Moulis J a kol., 1969, Sekretariát výstavy Socha a město, Liberec
- Současná česká medaile a plaketa, Přehlídka prací z let 1979 - 1986, Procházka V, 1987, SČVU, Praha
- Arte contemporanea ceca e slovacca 1950 - 1992, Bartošová Pinterová Z a kol., 1992, č., it., Salone dell'arengo, Novara, ISBN 88-7737-145-5
- Geistes Gegenwart, Golinski H G et al., 1992, něm., Museum Bochum, ISBN 3-8093-0158-2
- Labyrinth der Welt und Lusthaus des Herzens, Johann Amos Comenius 1592 - 1670, Brecht B et al., 1992, Museum Bochum, něm., ISBN 3-8093-0172-8
- Umění zastaveného času / Art when time stood still, Česká výtvarná scéna 1969 - 1985, Neumann I, ed., 1996, kat. 268 s., č., ang., ČMVU, Praha, ISBN 80-7056-050-9
- Umění zrychleného času, Česká výtvarná scéna 1958-1968, Beran Z a kol., 1999, kat. 147 s., č., ang., ČMVU Praha